# خرم‌آباد
خُرَّم‌آباد () (به لری: خورمووه) شهری است در غرب ایران و مرکز استان لرستان است. جمعیت خرم‌آباد طبق سرشماری سال ۱۳۹۵ مرکز آمار ایران، ۳۷۳٬۴۱۶ نفر بوده است. شهر در ارتفاع ۱۱۴۷٬۸ متری از سطح دریا و در میان دره‌های زاگرس قرار دارد. فاصله خرم‌آباد تا تهران ۴۹۰ کیلومتر است و  به‌دلیل قرار گرفتن در مسیر تهران - جنوب دارای اهمیت ارتباطی و راهبردی است. آزادراه شماره پنج ایران از این شهر عبور می‌کند.
در محل کنونی خرم‌آباد از دوره ایلامیان شهری با نام خایدالو وجود داشته و شهر شاپورخواست به دستور شاپور دوم بر خرابه‌های آن و در حدود محل کنونی شهر ساخته شده است. آثار تاریخی به جای مانده نشان می‌دهد خرم‌آباد یکی از شهرهای مهم غرب ایران در دوره ساسانیان بوده و فلک‌الافلاک یا دژ شاپورخواست از آثار به جای مانده دوره ساسانیان نماد شهر است. خرم‌آباد همچنین یکی از پایتخت‌های هزاراسپیان و آل حسنویه بوده است.
جاذبه‌های گردشگری تاریخی و طبیعی متعددی در سطح شهر خرم‌آباد وجود دارد که از آن جمله می‌توان به فلک‌الافلاک، مناره آجری، پل شاپوری، گرداب سنگی، سنگ نبشته، آرامگاه باباطاهر و دریاچه کیو اشاره کرد به‌طوری‌که این شهر برای نخستین بار در ایران از سوی دفتر منطقه‌ای سازمان ملل به عنوان یک شهر نمونه گردشگری انتخاب شده است. شهر خرم‌آباد دارای آب و هوایی مدیترانه‌ای با میزان بارندگی بسیار به ویژه در فصل‌های بهار و زمستان است و از این روی ششمین مرکز استان پربارش در ایران محسوب می‌شود. شهرداری خرم‌آباد در سال ۱۳۰۶ تأسیس و این شهر پس از جدایی استان لرستان از خوزستان در سال ۱۳۴۶ خورشیدی به عنوان مرکز استان تعیین شد. مردم لر در این شهر ساکن هستند و به‌طور کلی اهالی خرم‌آباد بخشی از مردم فیلی به‌شمار می‌آیند. زبان اصلی مردم این شهر لری خرم‌آبادی است.

وضعیت اشتغال در خرم‌آباد از شرایط چندان مطلوبی برخوردار نیست و نرخ بیکاری در بین سنین ۱۹ تا ۲۴ سال ۳۵/۵ درصد است. پتروشیمی خرم‌آباد و شرکت صدر فولاد  ازجمله مهم‌ترین صنایع فعال در خرم‌آباد هستند.

این شهر دارای ده بیمارستان، پنج کتابخانهٔ عمومی، دو سینما، دوازده هتل، ده پارک درون‌شهری و شش مرکز آموزش عالی است.

## ریشه نام
هرچند خرم‌آباد از دو واژه «خرم» و «آباد» تشکیل شده است و ترکیب آن به معنای جایی بسیار سرسبز و دارای بناهای آباد است. اما این معنا با نام لری آن، یعنی «خورموؤه» (Khormo’ah)، همخوانی ندارد. «خور» به معنای اختصاری خورشید و «موؤه» در گویش لری به معنای «شدن» است و همچنین می‌تواند معنای نشستن یا فرورفتن هم داشته باشد. به خاطر شکل قیفی‌مانند شهر خرم‌آباد که دره‌ای و محصور در میان کوه‌های اطراف است. معنای اصطلاح خورموؤه، «محل فرورفتن خورشید» است؛ یعنی جایی که خورشید در آن فرومی‌رود. اگر مسافر این شهر باشید، در هر طرف از خود شهر یا در فاصله ۵ تا ۱۰ کیلومتری از آن، در هنگام غروب آفتاب، می‌توانید این فرورفتن خورشید در آغوش دره را خودتان ببینید.

## تاریخچه

### پیش از اسلام

#### خایدالو

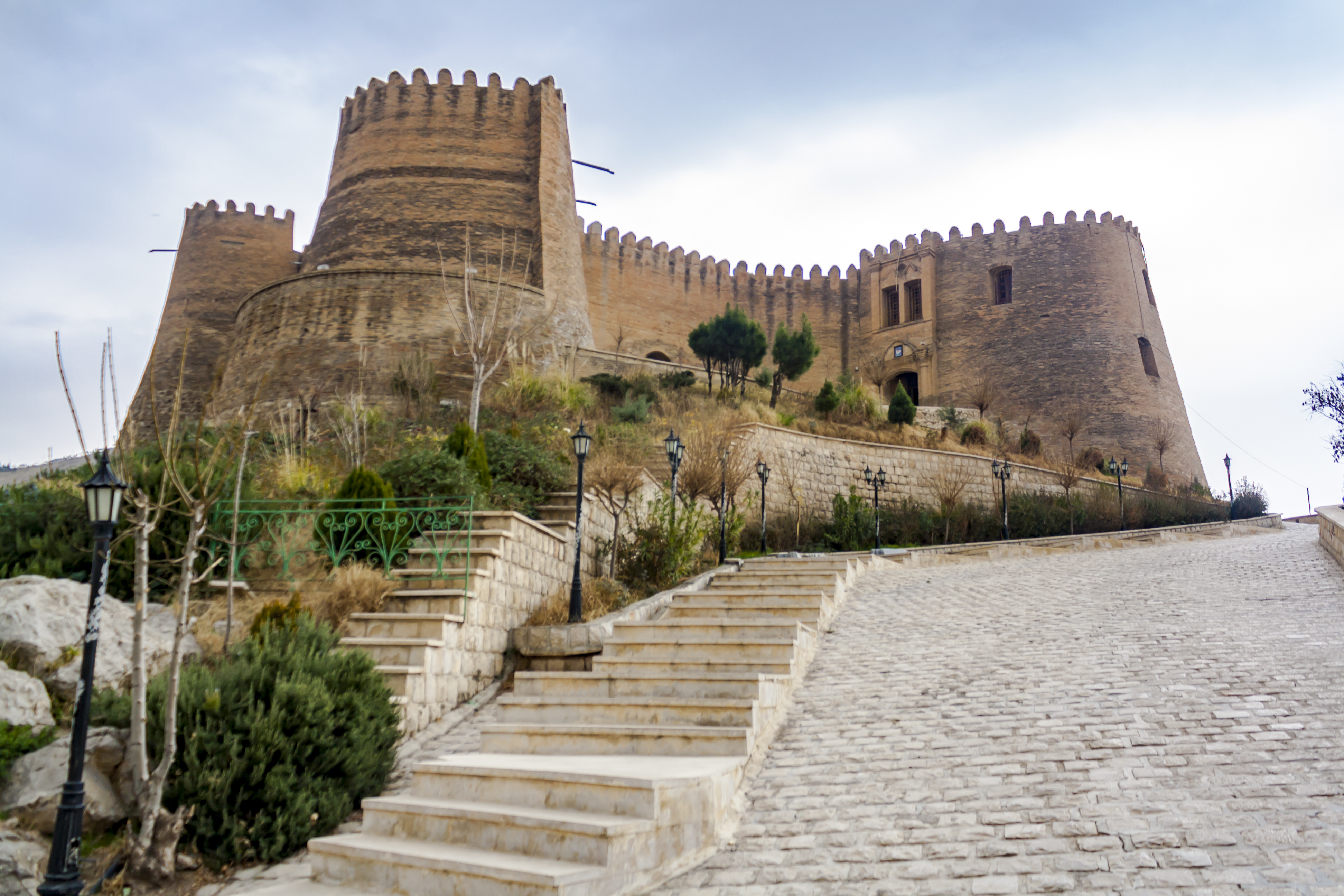
دژ شاپوری هسته شهر امروزی

خایدالو یکی از شهرهای مهم تمدن ایلام و نام باستانی شهر خرم‌آباد بوده و گفته می‌شود شهر شاپورخواست به دستور شاپور دوم ساسانی بر خرابه‌های آن ساخته شده است. از شهرهای مهم تمدن ایلام می‌توان به خایدالو، ماداکتو، اهواز و شوش اشاره کرد. بسیاری از صاحب‌نظران معتقدند، هسته اولیهٔ شهر کنونی خرم‌آباد، خایدالو بوده و در متون مرتبط با آشوریان توضیحاتی در خصوص این شهر وجود دارد که با مکان کنونی خرم‌آباد مطابقت بسیاری دارد. محتمل است که خرم‌آباد در این دوره پایگاه سیاسی پادشاهی سیماشکی از سلسله‌های تشکیل‌دهنده حکومت ایلام بوده است.
در سال ۶۴۶ پیش از میلاد، آشور بانی‌پال پادشاه آشور، تمدن ایلام و شهر خایدالو را تصرف و دولت ایلام را نابود کرد. تمدن دیرینه ایلام و شهر خایدالو، پس از هزاران سال مقاومت در برابر اقوام نیرومندی چون سومری‌ها، اَکَدی‌ها، بابلی‌ها و آشوری‌ها از دشمن خود آشور شکست خورد.

#### شاپورخواست

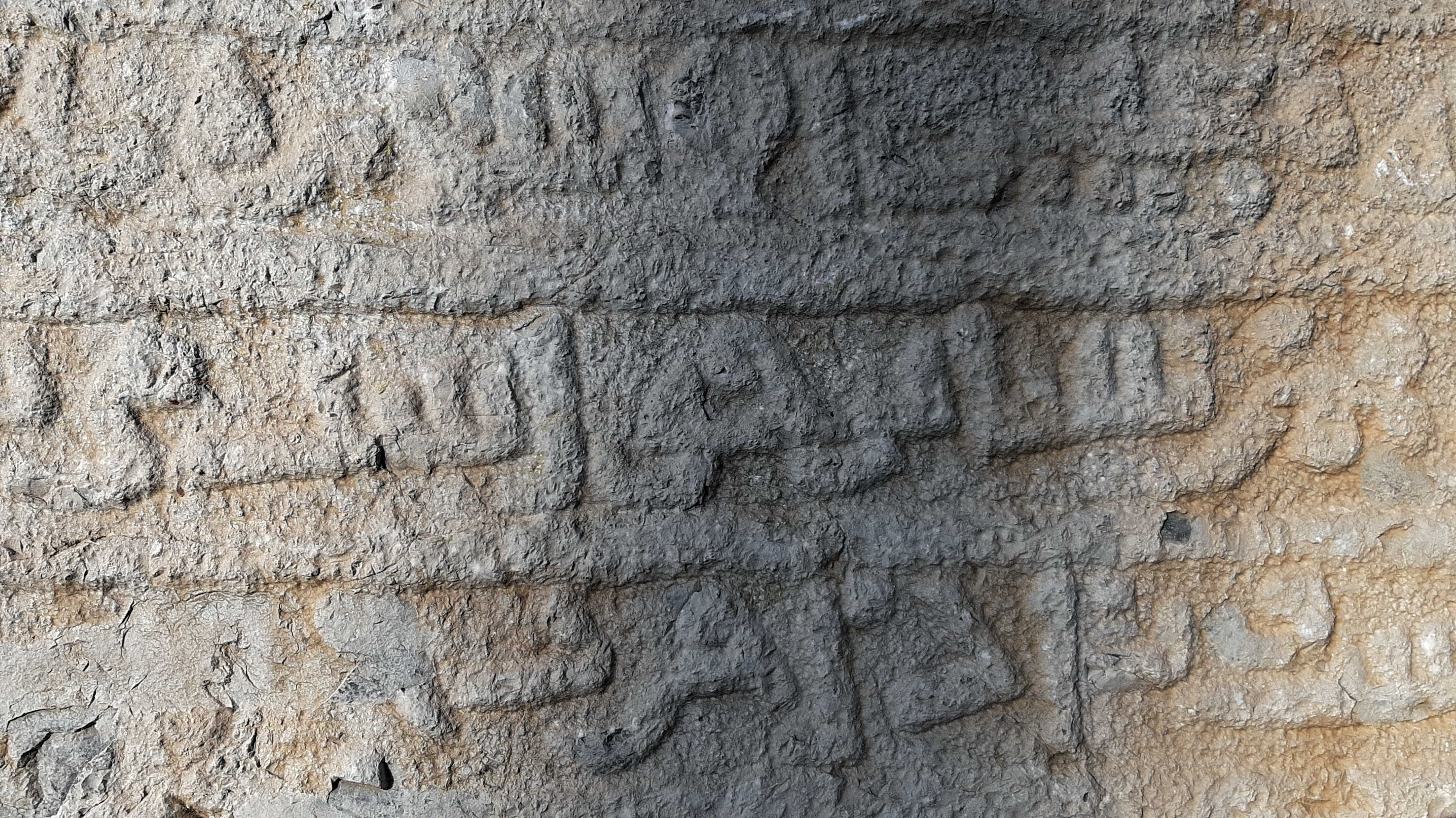
شاپورخواست، نوشته شده باخط کوفی بر روی سنگ نبشته خرم‌آباد

شاپورخواست یکی از شهرهای دوره ساسانی است. این شهر در مکانی که امروزه خرم‌آباد نام دارد و به دستور شاپور دوم بنا شده است. شاپورخواست پس از حمله مغول به ایران به‌طور کامل تخریب شد.
در زمان حفر پناهگاه در طول جنگ ایران و عراق در اطراف مناره آجری در میدان شقایق آثاری از این شهر به دست آمد. احتمالاً مهم‌ترین قسمت‌های این شهر در مکان محله قاضی‌آباد کنونی بوده که آسیاب و کانال‌های فاضلاب و آب‌رسانی نیز در این حفاری‌ها به دست آمده است. حدود شاپورخواست از شمال تا سنگ نوشته و از شرق کوه مدبه و غرب تا پل شاپوری می‌باشد. براساس متون مورخین اسلامی شاپورخواست یکی از شهرهای مهم این منطقه محسوب می‌شده و در طول این دوران از عمران و آبادانی برخوردار بوده است. دژ شاپورخواست نیز در زمان شاپور ساسانی ساخته شده است.
فردوسی در خصوص پایه‌گذاری شاپورخواست به دستور شاپور دوم که گویا آن زمان بخشی از خوزستان بوده این چنین می‌گوید:

### پس از اسلام

موقعیت خرم‌آباد بر روی نقشه ایران، سال میلادی

نام شاپورخواست در کتاب‌های قدیمی تا سال ۶۲۲ هجری (اوایل سده هفتم) قابل رویت است اما پس از سده هشتم تنها می‌توان نام خرم‌آباد را مشاهده کرد. احتمالاً در اواخر سده هفتم هجری شهر شاپورخواست به کلی ویران و خالی از سکنه شده و مردم آن به قسمت غربی قلعهٔ فلک الافلاک که از لحاظ داشتن آب فراوان و موقعیت مناسب تر و همچنین امنیت، برتری داشت نقل مکان کردند، در حقیقت فلک الافلاک در این زمان هسته اصلی شهر خرم‌آباد کنونی را تشکیل داد و موجب شکل‌گیری آن در این منطقه شده است. البته به نظر می‌رسد که آب شهر شاپورخواست از طریق نهری که از قسمت شرقی شهر می‌آمده تأمین می‌شده است که شاید خشک شدن این نهر عامل ترک این منطقه شده است. عوامل متعددی دیگری چون موقعیت سیاسی، ارتباطی و جغرافیایی در شکل‌گیری شهر خرم‌آباد دخیل بوده است.
از آثار قدیمی این بخش از شهر می‌توان به قبرستان قدیمی آن اشاره کرد که مقبره زید بن علی در آن واقع شده است که بنابر متون تاریخی زید ابن علی درگزینی در سال ۵۲۷ وزیر طغرل دوم سلجوقی بوده و در شاپورخواست به دار آویخته شده است. همچنین آرامگاه باباطاهر که برخی آن را مقبره باباطاهر عریان ذکر می‌کنند. این قبر براساس شواهد باستان‌شناسی متعلق به دوره سلجوقی می‌باشد که در دوره‌های بعد مورد مرمت و بازسازی قرار گرفته است. در این دوره قلعه هسته توسعه شهر بوده که براساس ساختار طراحی محدوده شهر از طرف قلعه با محله‌های کوچک و خیابان‌های منحنی شکل  درحال توسعه در مسیر شمال غربی بوده است.
حمدالله مستوفی در سال ۷۴۰ هجری قمری دربارهٔ خرم‌آباد می‌نویسد:
خرم‌آباد شهری نیک بوده، اکنون خراب است.
در دوران حکومت آل حسنویه خرم‌آباد به عنوان پایتخت این سلسله در نظر گرفته شد و در دوران ملوک الطوایفی نیز این شهر یکی از پایتخت‌های هزاراسپیان بود.

#### پایتخت اتابکان لر

خرم‌آباد پایتخت اتابکان لر کوچک

اتابکان لر کوچک سلسله کوچکی از اتابکان لرستان هستند که در فاصلهٔ سال‌های ۵۸۰ تا ۱۰۰۶ قمری در قسمت‌های شمالی و غربی لرستان ناحیه لر کوچک حکومت می‌کرده‌اند. امرای این سلسله از اعتاب شجاع‌الدین‌خورشید، مؤسس سلطنت لر کوچک بوده‌اند و آخرین حاکم لر کوچک به دست شاه عباس یکم صفوی کشته و سلسله اتابکان لر منقرض گردید.

#### دوره صفویان
خرم‌آباد در زمان حکومت دودمان صفوی و پس از انقراض سلسله اتابکان لر اهمیت خود را حفظ کرد، صفویان در دوره حکومت خود به آبادانی خرم‌آباد اهمیت دادند.  ازجمله اقدامات مهم می‌توان به احداث پلی مهم در خرم‌آباد اشاره کرد که به نام پل صفوی مشهور است، پل صفوی به شماره ۲۳۵۴ در فهرست آثار ملی ایران به ثبت رسیده است.
در دوره حکومت صفویان مسجد جامع خرم‌آباد نیز ساخته شد، این مسجد در سال ۹۷۰ هجری قمری و به دستور شاه تهماسب یکم ساخته شد و در سال ۱۱۱۰ قمری به دستور شاه سلطان حسین و در دوره کریم خان زند مرمت شد. این مسجد جامع پس از سال ۱۳۲۲ به حوزه علمیه تبدیل شد. در دوران صفوی خرم‌آباد مرکز حکومتی والی لرستان فیلی شد. پس از این دوره و در اثر حمله سپاه عثمانی به غرب ایران شهر خرم‌آباد تقریباً ویران شد.

#### دوره قاجار

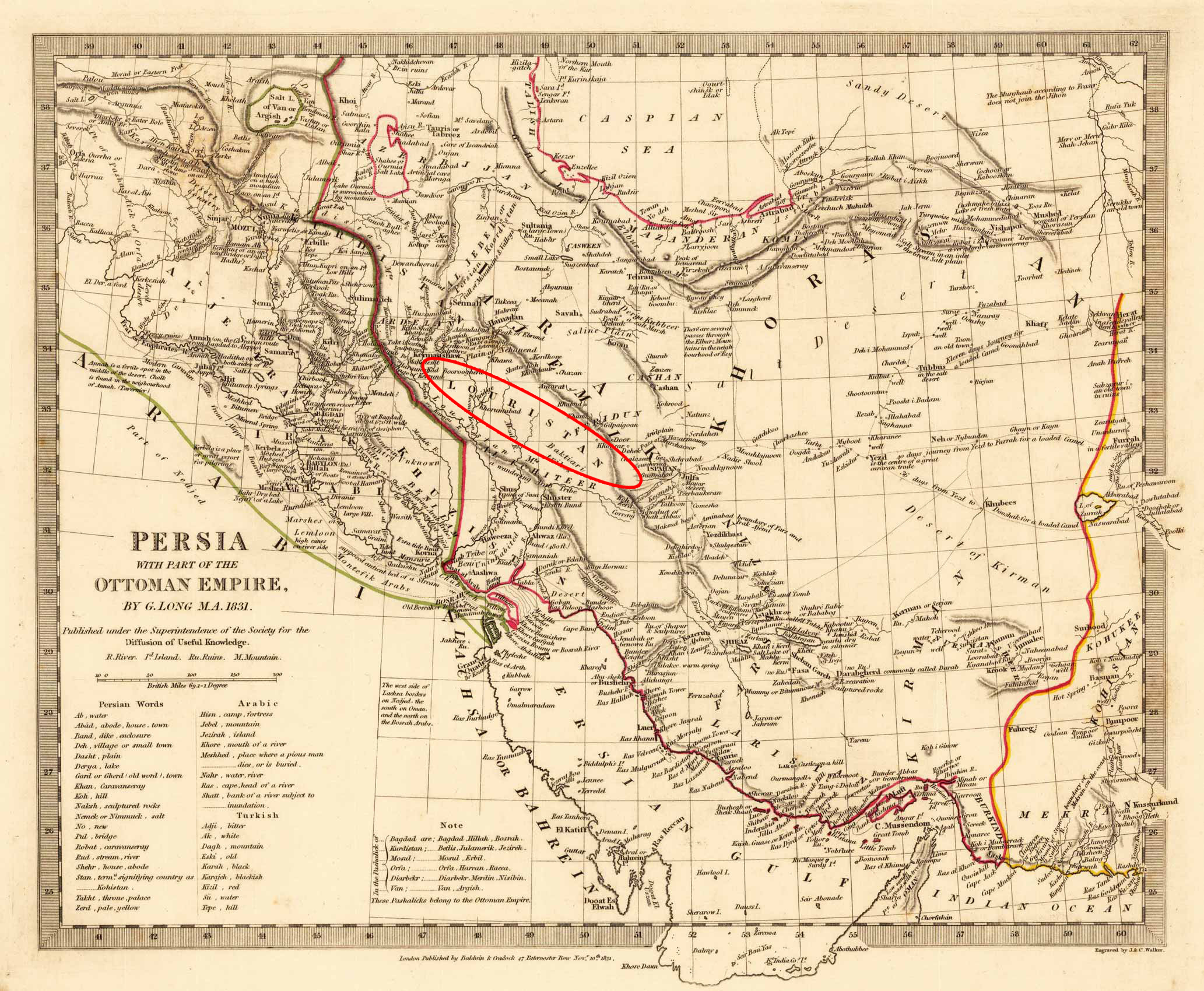
لرستان در سال میلادی

شهر خرم‌آباد در دوره قاجار به محله‌های اطراف قلعه فلک‌الافلاک محدود بوده است. محله‌هایی مانند پشت بازار، درب دلاکان و درب باباطاهر  ازجمله معروف‌ترین محلات شهر در زمان قاجار محسوب می‌شدند. بازار اصلی شهر در محله پشت بازار واقع بوده و شهر از لحاظ رشد و رونق در کسب و کار وضعیت نسبتاً خوبی داشته است. این دوره را می‌توان آغاز مهاجرت از شهرهای کوچک استان لرستان و روستاهای اطراف شهر به خرم‌آباد دانست. مهاجرت‌ها علاوه بر بالابردن جمعیت شهر باعث به وجود آمدن محله‌های جدید و توسعه محله‌های قدیمی شد. بارون دوید یکی از مأموران روسیه تزاری که در سال ۱۸۴۵ میلادی از خرم‌آباد دیدار کرده، شهر را دارای ۴ مسجد، ۸ گرمابه و ۱ محله یهودی‌نشین توصیف کرده است.
هنری راولینسون شرق‌شناس بریتانیایی در سال ۱۸۳۶ میلادی در سفری به منطقه لرستان شهر خرم‌آباد را محلی بی‌نظیر توصیف می‌کند. راولینسون موقعیت جغرافیایی خرم‌آباد را این‌گونه شرح می‌دهد که یک رشته کوه از شرق به غرب دور تا دور جلگه را فرا گرفته، در یک نقطه این رشته کوه دارای بریدگی است که رودخانه‌ای از میان آن می‌گذرد. وی همچنین در خصوص خرم‌آباد دوره قاجار می‌گوید، این شهر در ضلع شمال غربی قلعه قرار گرفته و جمعیت آن به صورت تقریبی هزار خانواده است. از دیگر نکاتی که راولینسون به آن اشاره می‌کند وجود یک مناره آجری به سبک دوره سلجوقی با سنگ نوشته‌ای موجود در پای آن است. نوشتار روی این سنگ نشان می‌دهد که مربوط به شجاع‌الدین خورشید اتابک لر کوچک است. راولینسون همچنین تأیید می‌کند که شاپورخواست نام باستانی شهر خرم‌آباد بوده و در خصوص موقعیت شهر بر روی نقشه‌های باستانی چنین می‌گوید:
مسیر ما از دزفول تا خرم‌آباد به طرف شمال بود با ۳ یا ۴ درجه انحراف به شرق، در حالی که من قبلاً آن را از روی نقشه ۲۲ درجه از شمال به طرف غرب محاسبه کرده بودم. نتیجه‌گیری من این است که محل خرم‌آباد بر تمام نقشه‌هایی که تاکنون به چاپ رسیده اشتباه درج گردیده است و متأسفم که در توقف کوتاه خود نتوانستم موقعیت دقیق آن را از روی ستاره‌ها معلوم کنم.

#### دوره پهلوی

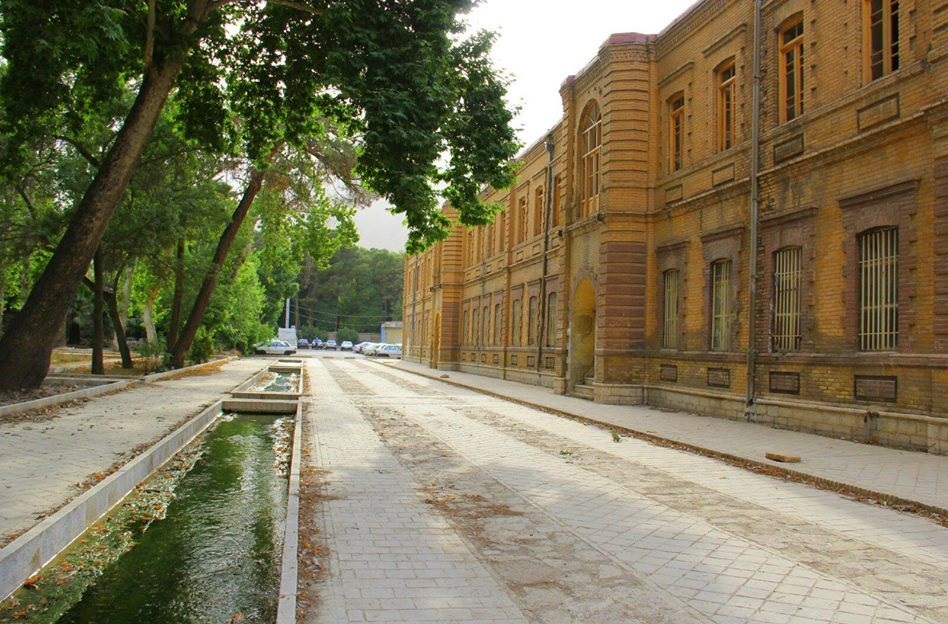
ساختمان‌های اطراف فلک‌الافلاک، بنا شده در دوره پهلوی

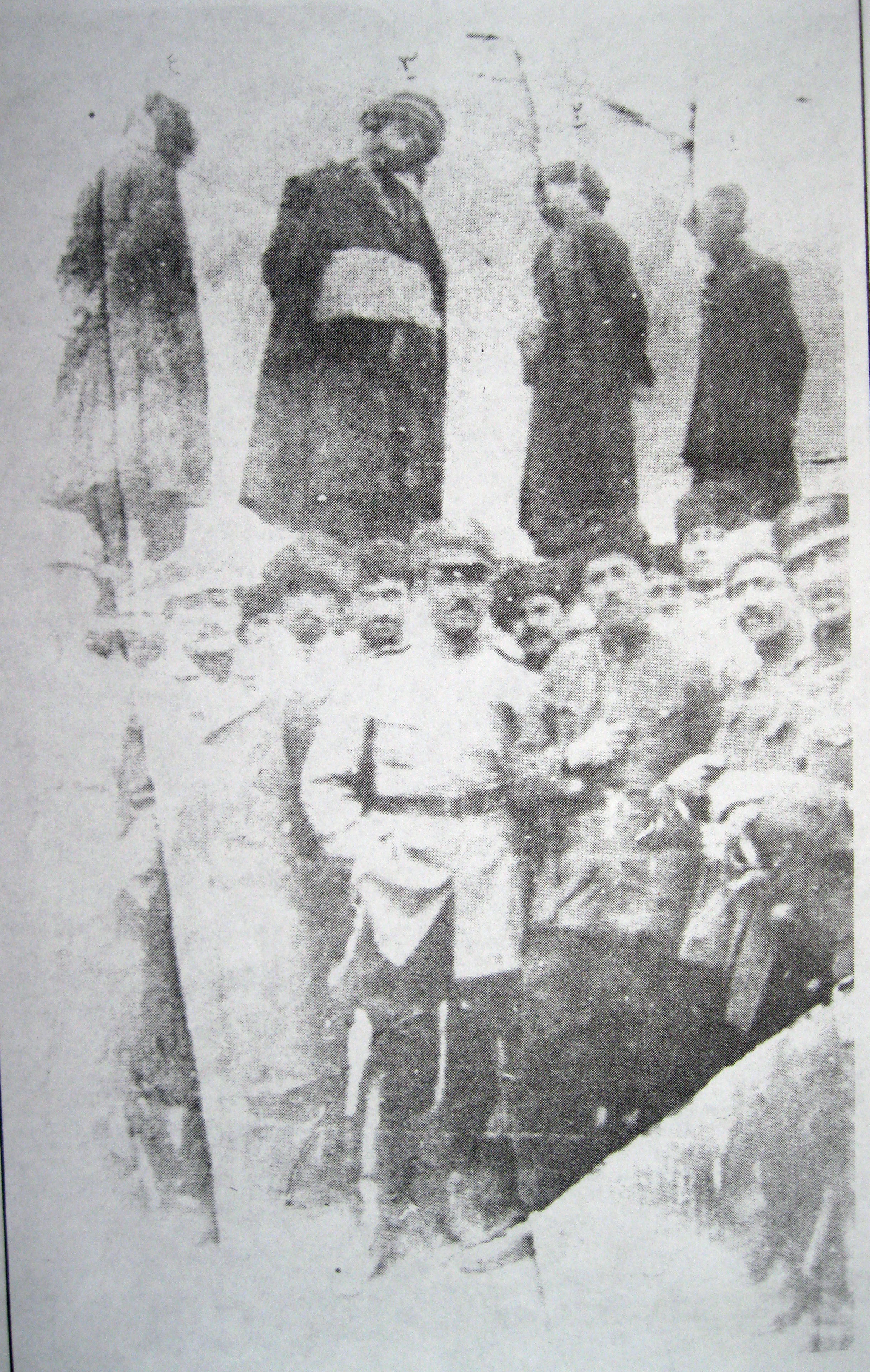
اعدام سران عشایر در خرم‌آباد، هم‌زمان با آغاز حکومت رضاشاه پهلوی

شهرداری خرم‌آباد در زمستان ۱۳۰۵ و هم‌زمان با ورود نیروهای نظامی به شهر و شکست عشایر تشکیل شد و نخستین انجمن شهر نیز در سال ۱۳۰۶ متشکل از ۷ نفر تشکیل شد. ساختمان میرمِلاث در سال ۱۳۱۴ و به منظور استقرار شهرداری خرم‌آباد ساخته شد. این ساختمان در شمال شهر و در دامنه‌ای با شیب نسبتاً زیاد ساخته شد، دلیل نامگذاری آن به کارگیری نقاشی‌های بدست آمده از غاری در نزدیکی خرم‌آباد با همین نام بود. ساختمان میرملاث پس از جابجایی شهرداری خرم‌آباد به ساختمان دیگری، به وزارت فرهنگ پهلوی تحویل شد و پس از مرمت، نگارخانه‌ای در آن برپا شد. این ساختمان در سال ۱۳۸۰ در فهرست آثار ملی ایران به ثبت رسید.
در دوران پهلوی ساختمان‌هایی جهت اصطبل و سربازخانه و ستاد لشکر ۵ ارتش در محدوده حصار ۱۲ برجی و قلعه فلک‌الافلاک احداث گردید که دو ساختمان از مجموعه ساختمان‌های مذکور در محوطه سپاه باقی مانده است و ساختمان دیگر که معروف به ساختمان اصطبل بود در سال ۱۳۷۸ توسط سپاه پاسداران تخریب گردید.
شورش لرستان
در دوران نخست‌وزیری رضاخان سردارسپه خرم‌آباد نقش پررنگی در شورش علیه نیروهای حکومتی داشت. دلیل این شورش دستگیری عده‌ای از عشایر به جرم راهزنی بود. پس از دستگیری عده‌ای اعلام عفو عمومی شد و هنگامی که آنان سلاح خود را تحویل دادند، برخی سران عشایر دستگیر و اعدام شدند. این رویداد باعث شورش در لرستان شد. شدیدترین درگیری میان شورشیان و نیروهای حکومت مرکزی در تنگه‌ای به نام زاهدشیر در دوازده کیلومتری شمال خرم‌آباد صورت گرفت. پس از یک سلسله درگیری گسترده در تاریخ ۲۲ آذر ۱۳۰۲ خرم‌آباد به دست نیروهای حکومت پهلوی تصرف شد. شکست شورشیان با تبلیغات گسترده در سطح کشور توأم شد. سرکوب شورشیان توسط سپهبد احمد امیراحمدی مورد تقدیر سردارسپه قرار گرفت. اقدام حکومت مرکزی در نقض عفو عمومی و اعدام سران عشایر باعث شورش مجدد در منطقه لرستان شد. این شورش با محاصره خرم‌آباد در بهار ۱۳۰۳ آغاز شد. با آغاز فصل بهار و بازگشت ایل‌های لر از شمال خوزستان به مرکز لرستان، درگیری مسلحانه با نیروهای حکومت مرکزی از سر گرفته شد. در این سال سپهبد محمد شاه‌بختی فرماندهی تیپ پیاده لشکر غرب را بر عهده داشت. علی‌رغم اینکه احمدی خواهان سرکوب بیشتر شورشیان بود، شاه‌بختی در پی دفاع از مواضع نیروهای حکومتی بود.
سرانجام در ۹ اردیبهشت همان سال در حالی که امیراحمدی فرماندهی را بر عهده داشت و پس از یک رشته درگیری میان شورشیان و نیروهای حکومت مرکزی در ۱۵ خرداد ۱۳۰۳ بار دیگر خرم‌آباد توسط نیروهای دولتی بازپس گرفته‌شد. امیراحمدی پس از پیروزی در پی سرکوب بیشتر شورشیان بود اما سردارسپه در تاریخ ۱۹ مرداد همان سال با ارسال تلگرافی دستور اعلام عفو عمومی را صادر کرد.
فعالیت‌های سیاسی
از احزاب فعال در خرم‌آباد هم‌زمان با حکومت پهلوی می‌توان به فعالیت حزب توده ایران، کمیته محلی شهرستان خرم‌آباد اشاره کرد. پس از حدود یکسال فعالیت این حزب در خرم‌آباد با دستور فرمانده لشکر لرستان فعالیت این کمیته غیرقانونی اعلام شد. در جریان وقایع بهمن ۱۳۲۷ و تیراندازی به محمدرضا پهلوی برخی اعضای کمیته توده خرم‌آباد نیز دستگیر شدند. پس از این رویداد تمامی فعالیت‌های حزب توده و کمیته خرم‌آباد به صورت مخفی ادامه پیدا کرد. حزب توده در خرم‌آباد بین سال‌های ۱۳۳۱ و ۱۳۳۲ حدود ۱٬۰۰۰ عضو داشت. از نشریه‌های آزاد چاپ شده در این دوره می‌توان به نشریه لرستان آینده اشاره کرد که این نشریه نیز زیر نظر اعضای حزب توده خرم‌آباد اداره می‌شد. در ۱۵ بهمن ۱۳۳۰ برخی اعضای حزب توده خرم‌آباد با تجمع در سبزه میدان به سمت پادگان ارتش در اطراف قلعه فلک‌الافلاک به راه افتادند. این تجمع باعث تیراندازی دژبانان ارتش به سوی مردم و زخمی شدن چندین تن شد. پس از آن چندتن از اعضای ارشد کمیته خرم‌آباد را در دادگاهی نظامی در کرمانشاه محاکمه کردند.

#### دوره جمهوری اسلامی
جنگ ایران و عراق

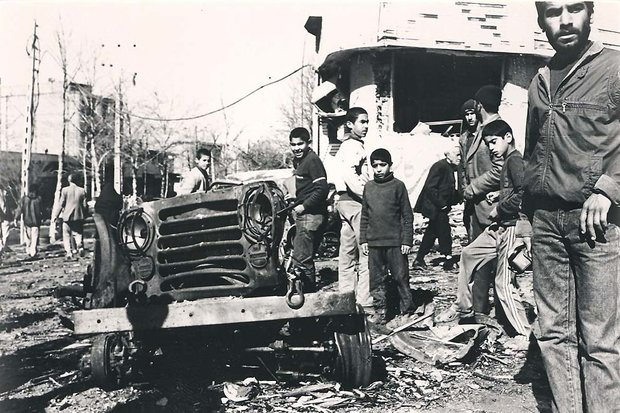
خودرویی که بر اثر بمباران هوایی در میدان شقایق منهدم شده است

طی دوره هشت ساله جنگ ایران و عراق، استان لرستان  به‌دلیل همسایگی با سه استان مرزی در غرب و جنوب غربی ایران از نظر سوق‌الجیشی دارای اهمیت بود. خرم‌آباد نیز  به‌دلیل قرارگیری در مسیر شمال به جنوب و موقعیت راهبردی بارها مورد حملات هوایی و موشکی از سوی ارتش عراق گرفت. نخستین حمله هوایی به شهر خرم‌آباد در تاریخ ۲۳ تیرماه ۱۳۶۱ صورت گرفت، در پی این حمله هوایی که مناطق مسکونی شهر را هدف قرار داد ۳۶ نفر کشته و ۳۰۰ نفر زخمی شدند. در مجموع شهر خرم‌آباد ۱۴۰ بار مورد حمله هوایی و موشکی قرار گرفته و ۲۳۵۴ نفر در اثر این حملات کشته و زخمی شدند. خرم‌آباد پس از شهرهای آبادان، اهواز، دزفول و ایلام پنجمین شهر ایران با بیشترین دفعات بمباران است. برخی برآوردها حاکی از آن است که لرستان از نظر حجم مالی، دومین استان خسارت دیده در طول جنگ ایران و عراق بوده است.
تظاهرات
تظاهرات خرم‌آباد اشاره به رویدادهای پیرامون هفتمین اجلاس دفتر تحکیم وحدت در خرم‌آباد دارد. در مرداد ماه سال ۱۳۷۹ مسئولین دفتر تحکیم وحدت از استانداری لرستان درخواست مجوز جهت برگزاری هفتمین جلسه این سازمان دانشجویی را کردند. پس از موافقت مسئولین وقت استانداری لرستان این جلسه در تاریخ چهارشنبه دوم شهریور ۱۳۷۹ و با پیام محمد خاتمی رئیس‌جمهور پیشین ایران در خرم‌آباد آغاز شد. پس از آغاز اجلاس عده‌ای لباس شخصی با تظاهرات و ایجاد تنش سعی در برهم زدن اجلاس را داشتند. این تنش‌ها تا روز سوم برگزاری اجلاس ادامه داشت و در این بین از سخنرانی برخی سخنرانان مدعو ممانعت به عمل آمد. با ادامه تنش از سوی افراد لباس شخصی حزب مشارکت خرم‌آباد در تاریخ پنجم شهریور ۱۳۷۹ با صدور بیانیه‌ای از هواداران خود درخواست کرد تا در حمایت از دفتر تحکیم وحدت تجمع کنند. این تجمع در نهایت باعث درگیری میان لباس شخصی‌ها و نیروهای امنیتی و هواداران دفتر تحکیم وحدت شد.

## جغرافیا

### اقلیم
خرم‌آباد مرکز شهرستان خرم‌آباد و استان لرستان است. این شهرستان از شمال به شهرستان سلسله، از شمال شرق به شهرستان بروجرد، از شرق به شهرستان‌های دورود و الیگودرز، از جنوب به شهرستان اندیمشک و از غرب و جنوب غرب به شهرستان‌های دوره و پلدختر محدود می‌شود. خرم‌آباد در مختصات ۳۳٫۴۸ شمالی و ۴۸٫۳۵ درجه شرقی و در ارتفاع ۱۱۴۷٬۸ متری از سطح دریا قرار دارد. این شهر دارای آب و هوایی مدیترانه‌ای معتدل و نیمه مرطوب است، و دارای میزان بارندگی بسیار، خصوصاً در بهار می‌باشد. وجود منابع آب‌های زیرزمینی و چشمه‌های درون شهر از نکات قابل توجه در جغرافیای شهر خرم‌آباد است.
|                   | ژانویه | فوریه | مارس | آوریل | مه   | ژوئن | ژوئیه | اوت  | سپتامبر | اکتبر | نوامبر | دسامبر |   |       |
| دمای بیشینه (°C)  | ۱۰٫۹   | ۱۳٫۳  | ۱۷٫۵ | ۲۲٫۶  | ۲۸٫۹ | ۳۶٫۰ | ۳۹٫۵  | ۳۹٫۱ | ۳۵٫۰    | ۲۷٫۷  | ۱۹٫۷   | ۱۳٫۱   | Ø | ۲۵٫۳  |
| دمای میانگین (°C) | ۵٫۰    | ۷٫۱   | ۱۱٫۰ | ۱۵٫۷  | ۲۱٫۲ | ۲۷٫۰ | ۳۰٫۸  | ۲۹٫۸ | ۲۵٫۳    | ۱۹٫۱  | ۱۲٫۳   | ۶٫۹    | Ø | ۱۷٫۶  |
| دمای کمینه (°C)   | ۰٫۱    | ۱٫۴   | ۴٫۶  | ۸٫۳   | ۱۱٫۹ | ۱۵٫۴ | ۱۹٫۵  | ۱۸٫۷ | ۱۴٫۱    | ۱۰٫۰  | ۵٫۵    | ۱٫۸    | Ø | ۹٫۳   |
|                   |        |       |      |       |      |      |       |      |         |       |        |        |   |       |
| بارش (mm)         | ۸۶٫۰   | ۷۳٫۱  | ۸۲٫۵ | ۷۱٫۶  | ۳۶٫۵ | ۰٫۳  | ۰٫۱   | ۰٫۲  | ۱٫۲     | ۲۳٫۵  | ۵۴٫۳   | ۸۳٫۶   | Σ | ۵۱۲٫۹ |
|                   |        |       |      |       |      |      |       |      |         |       |        |        |   |       |
| روزهای بارانی     | ۱۱٫۴   | ۱۰٫۴  | ۱۲٫۷ | ۱۰٫۹  | ۶٫۱  | ۰٫۸  | ۰٫۶   | ۰٫۴  | ۰٫۵     | ۴٫۴   | ۸٫۲    | ۱۰٫۲   | Σ | ۷۶٫۶  |
|                   |        |       |      |       |      |      |       |      |         |       |        |        |   |       |
| رطوبت (٪)         | ۶۹٫۰   | ۶۴٫۰  | ۵۸٫۰ | ۵۴٫۰  | ۴۳٫۰ | ۲۸٫۰ | ۲۴٫۰  | ۲۵٫۰ | ۲۸٫۰    | ۳۹٫۰  | ۵۵٫۰   | ۶۶٫۰   | Ø | ۴۶    |

| ۰٫۱ |

| ۱٫۴ |

| ۴٫۶ |

| ۸٫۳ |

| ۱۱٫۹ |

| ۱۵٫۴ |

| ۱۹٫۵ |

| ۱۸٫۷ |

| ۱۴٫۱ |

| ۱۰٫۰ |

| ۵٫۵ |

| ۱٫۸ |

| ۰٫۱ |

| ۱٫۴ |

| ۴٫۶ |

| ۸٫۳ |

| ۱۱٫۹ |

| ۱۵٫۴ |

| ۱۹٫۵ |

| ۱۸٫۷ |

| ۱۴٫۱ |

| ۱۰٫۰ |

| ۵٫۵ |

| ۱٫۸ |

| بارش | ۸۶٫۰   | ۷۳٫۱  | ۸۲٫۵ | ۷۱٫۶  | ۳۶٫۵ | ۰٫۳  | ۰٫۱   | ۰٫۲ | ۱٫۲     | ۲۳٫۵  | ۵۴٫۳   | ۸۳٫۶   |
|      | ژانویه | فوریه | مارس | آوریل | مه   | ژوئن | ژوئیه | اوت | سپتامبر | اکتبر | نوامبر | دسامبر |

### تقسیم‌بندی کشوری

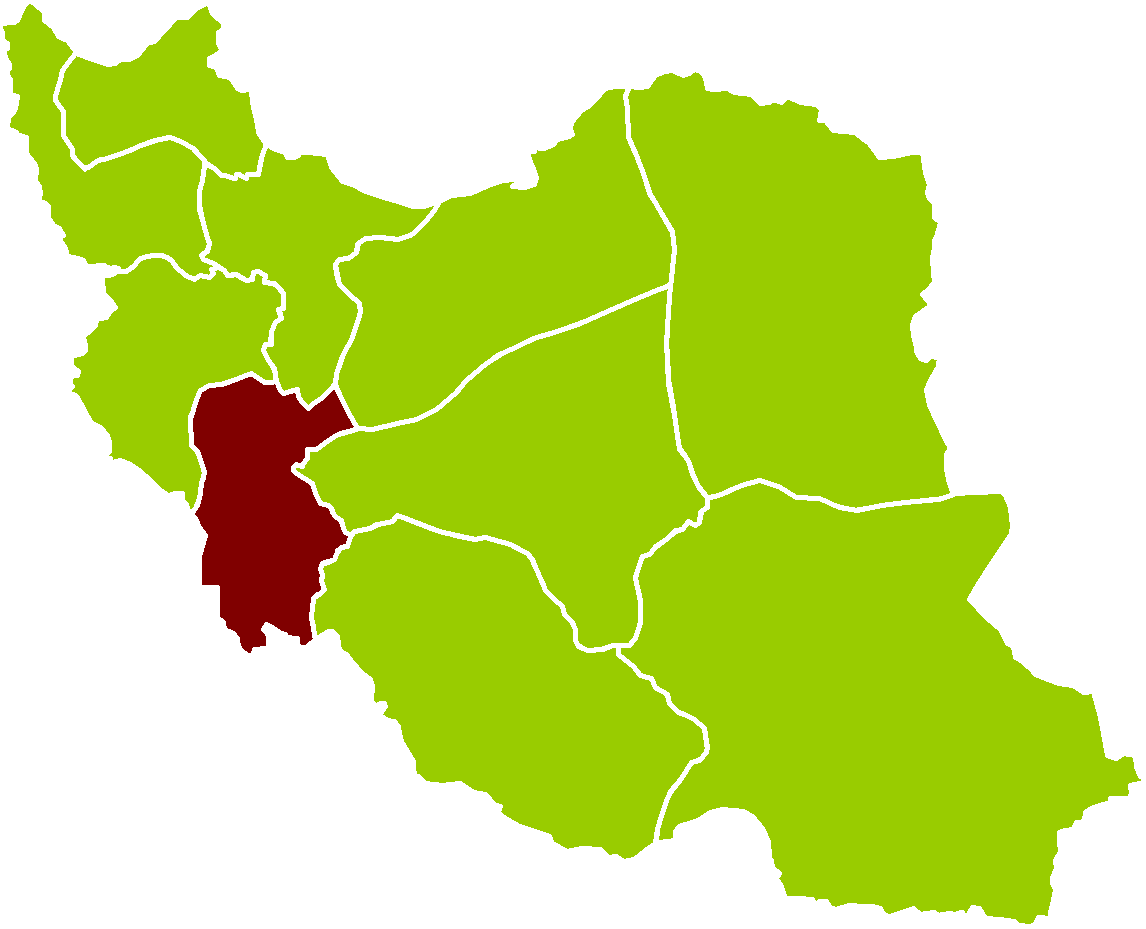
استان ششم

طبق قانون تقسیم‌بندی کشوری مصوب سال ۱۶ آبان ۱۳۱۶ ایران به شش استان تقسیم می‌شد که خرم‌آباد در استان غرب قرار داشت. چندی بعد در تاریخ ۳ بهمن همان سال تعداد استان‌ها از شش به ده استان تغییر یافت. طبق این تغییرات که تا سال ۱۳۲۷ پایدار بود، خرم‌آباد بخشی از استان ششم بود. در سال ۱۳۴۴ و طبق تقسیم‌بندی تازه، خرم‌آباد بخشی از استان خوزستان به‌شمار می‌رفت که لرستان و خرم‌آباد به عنوان فرمانداری کل اداره می‌شد پس از آن استان لرستان کنونی از استان خوزستان جدا شده و خرم‌آباد به عنوان مرکز این استان تعیین شد.
موقعیت جغرافیایی

## موقعیت طبیعی
جنگل‌ها

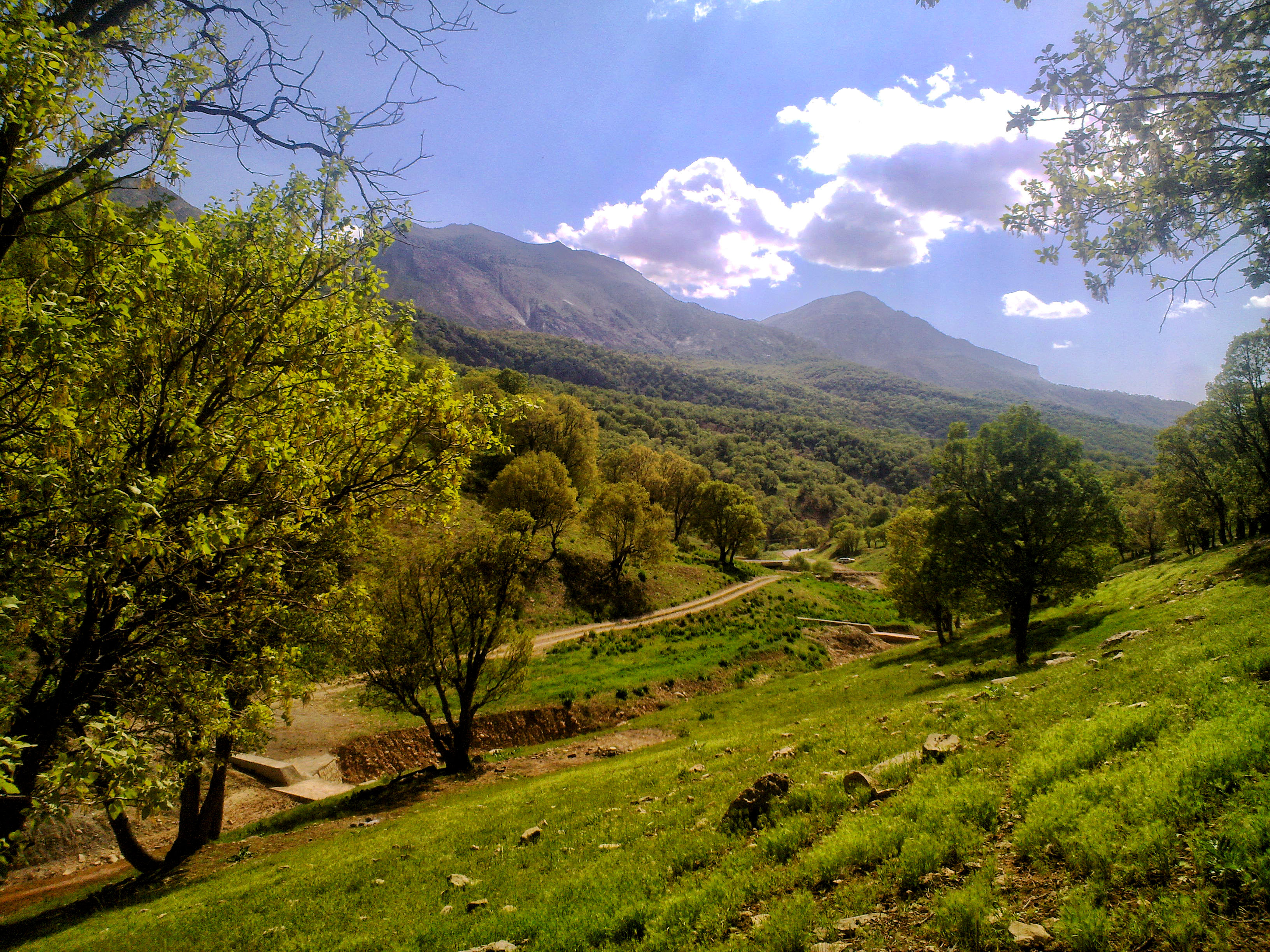
جنگل‌های بلوط، منطقه نوژیان، در فاصله ۳۰ کیلومتری جنوب شرق شهر خرم‌آباد

شهرستان خرم‌آباد دارای بیش از ۵۰۰ هزار هکتار مرتع است که بیش از ۴۰۰ هزار هکتار از این مراتع از مراتع جنگلی است. حدود ۱ میلیون و ۲۰۰ هزار هکتار از مساحت استان لرستان پوشیده از جنگل است که این جنگل‌های حوزه رویشی زاگرس از با ارزش‌ترین ذخایر جنگلی جهان است. مهم‌ترین گونه گیاهی در جنگل‌های لرستان بلوط است که این درختان نقش فوق‌العاده اکولوژیستی دارند و منابع مهمی برای حفظ آب و خاک محسوب می‌شوند. جنگل‌های لرستان از سال ۱۳۸۸ دچار بیماری و خسارت شده‌اند که بخشی از این بیماری متوجه عوامل انسانی و بخشی نیز  به‌دلیل عوامل بیولوژیکی است و تاکنون تحقیقاتی در این زمینه انجام نشده است. تغییر اقلیم و وجود پدیده گرد و غبار، افزایش درجه حرارت، تغییر بارش‌ها از برف به باران و عدم تعادل در پراکنش بارندگی‌ها موجب تشدید خشکسالی و نابودی بلوط لرستان شده است. ۷۰ درصد علل بیماری این درختان، خشکسالی تشخیص داده شده است.
رودخانه
رودخانه درون‌شهری خرم‌آباد به نام خرم‌رود از به هم پیوستن دو رود دیگر در مرکز شهر به وجود آمده است. یک رود از سمت شرق به شهر وارد شده و رود دیگر از سمت شمال به شهر وارد می‌شود و در نزدیکی پل صفوی در مرکز خرم‌آباد به هم می‌پیوندند و خرم‌رود را تشکیل می‌دهند. نام قدیمی این رودخانه گلال بوده و در زبان لری به معنی رودخانه است. از سال ۱۳۸۷، شهرداری خرم‌آباد  درحال ساماندهی و لایروبی این رودخانه است اما همچنان وضعیت آن مطلوب نیست.
کوه‌ها
خرم‌آباد یک شهر کوهستانی است و در میان یک دره شکل گرفته است. اطراف خرم‌آباد را کوه‌هایی با شرایط تقریباً یکسان مسدود کرده است و تنها نقطه جنوبی شهر در دشتی به نام کُرِّگاه شرقی قرار گرفته است. این شهر از شمال به مخمل‌کوه، از غرب به سفیدکوه و از شرق به کوه مدبه محدود می‌شود. هم‌اکنون طرحی  درحال اجرا بر روی کوه مدبه در شرق خرم‌آباد است که شامل ایجاد مسیر دسترسی آسفالت، فضای سبز، هتل و باغ‌وحش می‌باشد.

## مردم‌شناسی
جمعیت شهر خرم‌آباد طبق سرشماری سال ۱۳۹۵ مرکز آمار ایران برابر با ۳۷۳٬۴۱۶ جمعیت شهرستان خرم‌آباد برابر با ۵۰۶٬۴۷۱ نفر نفر و مساحت شهر ۶٬۲۳۳ متر مربع است. اهالی خرم‌آباد بخشی از مردم لر به‌شمار می‌آیند. خرم‌آباد بزرگ‌ترین شهر با جمعیت قوم لر ایران است.
رشد جمعیت
نرخ رشد جمعیت شهر در سال‌های ۱۳۳۵ تا ۱۳۴۵ خورشیدی ۴٫۴ درصد و به جمعیت شهر ۲۰۹۰۲ نفر افزوده شد طی سال‌های ۱۳۴۵ تا ۱۳۵۵، تعداد ۴۵۳۳۴ نفر به جمعیت شهر اضافه شد و در سال ۱۳۵۵ جمعیت شهر به ۱۰۴۹۱۲ نفر رسید. در این دوره جمعیت خرم‌آباد دارای رشد متوسطی برابر ۸٫۵ درصد بوده است. در سال ۱۳۶۵ جمعیت شهر بالغ بر ۲۱۳۹۶۰ نفر بود. رشد جمعیت در شهر خرم‌آباد به عوامل متعددی وابسته بوده که مهم‌ترین آن‌ها مهاجرت و رشد طبیعی است. آمارها نشان می‌دهد که جمعیتی در حدود ۲۲۸۱۰ میان سال‌های ۱۳۶۵ تا ۱۳۷۵ خورشیدی به این شهر مهاجرت و در آن ساکن شده‌اند که ۴۶٫۵ درصد آنان از سایر استان‌ها، ۲۸٫۶ درصد از شهرستان‌های دیگر استان لرستان و ۲۳٫۷ درصد از آبادی‌های شهرستان وارد شهر شده‌اند. این روند مهاجرت در سال‌های اخیر شتاب بیشتری گرفته است و این مهاجرت دلایل مختلفی دارد که از آن جمله می‌توان به وجود مراکز اقتصادی، سیاسی، نظامی در خرم‌آباد و وضعیت نامطلوب امکانات در سایر مناطق شهری و روستایی شهرستان اشاره کرد. یکی دیگر از عوامل رشد جمعیت قرارگیری روستاهای اطراف در محدودهٔ شهر است. خرم‌آباد در مسیر توسعه فیزیکی، روستاهای متعددی را در خود جذب کرده به گونه‌ای که اکنون بخشی از شهر محسوب می‌شوند. روستاهای پشته سپهوند و پشته حسین‌آباد از دهستان کرگاه شرقی در سال ۱۳۵۵ به خرم‌آباد پیوستند. این روند با پیوستن اسبستان، دره گرم و فلک‌الدین به محدودهٔ قانونی شهر ادامه یافت. روستای مذکور در هنگام الحاق حدود ۱۴۹۴۶ نفر به جمعیت شهر افزوده‌اند که هم‌اکنون با توجه به توسعه این محله‌ها جمعیت بیشتری را در خود جای داده‌اند.
جمعیت شهر خرم‌آباد در سرشماری‌ها از سال ۱۳۳۵ به بعد به صورت زیر بوده است.

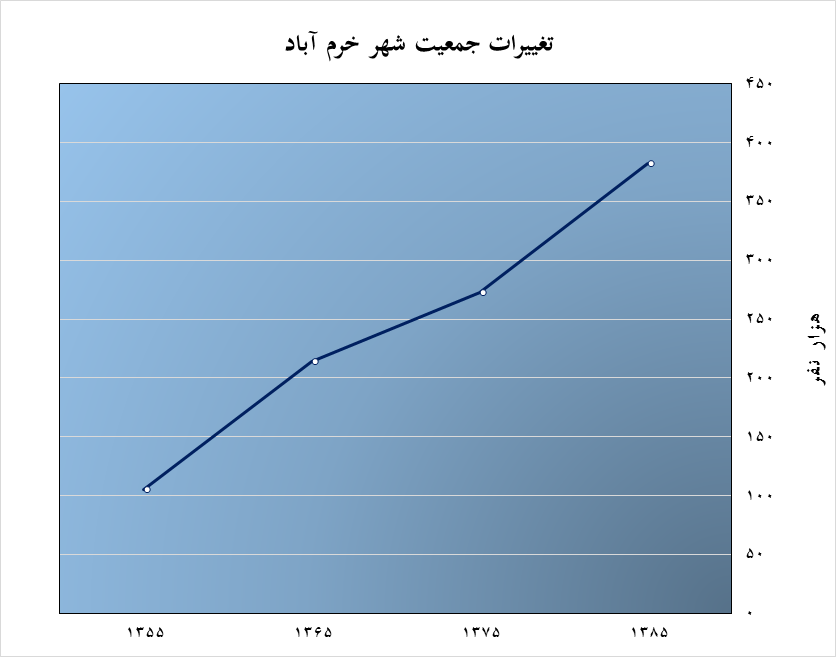
تغییرات جمعیت خرم‌آباد بین سال‌های ۱۳۳۵ تا ۱۳۹۵

| سال سرشماری | جمعیت   | رتبه در کشور |
| ----------- | ------- | ------------ |
| ۱۳۳۵        | ۳۸٬۶۷۶  | ۲۳           |
| ۱۳۴۵        | ۵۹٬۵۷۸  | ۲۰           |
| ۱۳۵۵        | ۱۰۴٬۹۱۲ | ۱۹           |
| ۱۳۶۵        | ۲۰۸٬۲۱۲ | ۲۰           |
| ۱۳۷۰        | ۲۴۹٬۲۵۸ | ۲۱           |
| ۱۳۷۵        | ۲۷۲٬۸۱۵ | ۲۱           |
| ۱۳۸۵        | ۳۲۸٬۵۴۴ | ۲۲           |
| ۱۳۹۰        | ۳۴۸٬۲۱۶ | ۲۳           |
| ۱۳۹۵        | ۳۷۳٬۴۱۶ | ۲۳           |

| مردان  | سن    | زنان   |
| ------ | ----- | ------ |
| ۹٬۳۳۱  | ۶۵+   | ۹٬۶۴۹  |
| ۵٬۶۹۱  | ۶۰–۶۴ | ۵٬۷۰۸  |
| ۸٬۵۱۴  | ۵۵–۵۹ | ۷٬۸۲۷  |
| ۸٬۹۱۰  | ۵۰–۵۴ | ۸٬۶۹۹  |
| ۱۱٬۹۸۸ | ۴۵–۴۹ | ۱۲٬۲۰۱ |
| ۱۳٬۷۵۸ | ۴۰–۴۴ | ۱۴٬۲۸۰ |
| ۱۶٬۳۱۰ | ۳۵–۳۹ | ۱۷٬۴۰۴ |
| ۲۰٬۵۲۸ | ۳۰–۳۴ | ۲۱٬۴۹۱ |
| ۱۹٬۹۶۴ | ۲۵–۲۹ | ۲۰٬۹۸۵ |
| ۱۵٬۴۵۰ | ۲۰–۲۴ | ۱۵٬۶۰۰ |
| ۱۲٬۱۹۰ | ۱۵–۱۹ | ۱۲٬۰۱۳ |
| ۱۲٬۸۳۰ | ۱۰–۱۴ | ۱۲٬۲۱۴ |
| ۱۴٬۵۶۲ | ۵–۹   | ۱۳٬۷۸۵ |
| ۱۶٬۴۵۵ | ۰–۴   | ۱۵٬۰۷۹ |

### اقوام

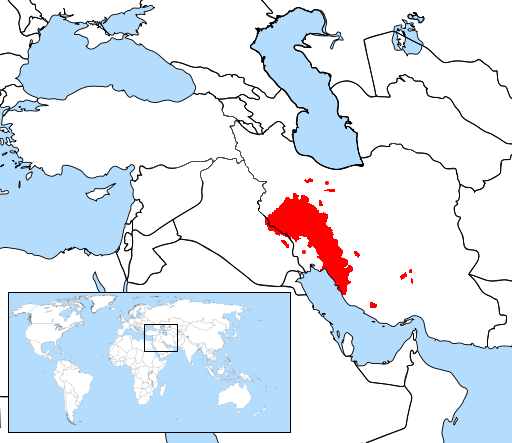
توزیع جغرافیایی مناطقی که در آن‌ها به زبان لری هم سخن گفته می‌شود. لری خرم‌آبادی گویش اصلی ساکنان خرم‌آباد است.

ساکنان خرم‌آباد را می‌توان به‌طور کلی بخشی از مردم لر فِیلی به‌شمار آورد. فیلی‌ها خود بخشی از مردم لر  به‌شمار می‌آیند علی‌اکبر دهخدا و دانشنامه ایرانیکا نیز مردم خرم‌آباد را بخشی از طایفه‌های لرفیلی معرفی می‌کنند. عمده جمعیت خرم‌آباد از مردمان لر هستند. همچنین عده‌ای از طایفه‌های لک هم در این شهر ساکن هستند.

### گویش خرم‌آبادی
لری خرم‌آبادی گویش اصلی ساکنان خرم‌آباد و یکی از گویش‌های اصلی زبان لری است خرم‌آباد یکی از مراکز مهم گویشوران لری شمالی است. این گویش نزدیکترین گویش زبان لری به زبان کردی است و با لکی و کردی جنوبی به عنوان همسایگان قدیمی در عین تفاوت دارای قرابتهای زبانی بسیاری است. ۷۸ درصد واژگان میان لری خرم‌آبادی و لکی مشترک هستند.

### اقلیت‌های مذهبی
یهودیان
ورود یهودیان به خرم‌آباد به سال ۸۰۰ هجری قمری بازمی‌گردد. قبل از سال ۱۲۸۸ جمعیت خرم‌آباد ۱۵ هزار نفر و خانه‌های مهم این شهر هفتاد و دو عدد بوده که از این تعداد ۳۰ دستگاه از عمارت‌های مهم به یهودیان این شهر اختصاص داشته است. در دهه ۱۳۰۰ جمعیت یهودیان کاهش یافت در این دوره تقریباً تعداد یهودیان هزار نفر گفته شده است. تا قبل از خلع سلاح لرستان به دست علی رزم آرا، شهر خرم‌آباد دارای دو محله بزرگ به نام‌های، پشت بازار و درب دلاکان بود، یهودیان خرم‌آباد در محله درب دلاکان و در کوچه‌ای که به کوچه یهودیان شهرت داشته ساکن بوده‌اند. مشاغل عمده یهودیان در خرم‌آباد، بزازی، باغداری، زرگری و طبابت بوده است.
گورستان یهودیان خرم‌آباد در منطقه‌ای به نام گورجیدو (گورستان جهودان) در کنار حوض موسی قرار داشته است، این گورستان امروز به محله‌ای مسکونی به نام کوی فلسطین تبدیل شده است. گویش یهودیان خرم‌آباد، گویش لری خرم‌آبادی بوده است. یهودیان در خرم‌آباد دارای چندین کنیسه، مدرسه و یک حمام عمومی مستقل بوده‌اند.
محله یهودی‌های خرم‌آباد بین خیابان فردوسی و حافظ در غرب شهر بوده است. ژاک دو مورگان حدود صدسال پیش جمعیت یهودیان را ۳۰ درصد کل جمعیت شهر می‌داند. مدرسه آلیانس که در ایران فعالیت می‌کرد و متعلق به فرانسوی‌ها بود نیز شعبه‌ای در محله یهودیان خرم‌آباد داشت.
دراویش گنابادی
از دیگر اقلیت‌های مذهبی در خرم‌آباد می‌توان به دراویش سلسلهٔ شاه نعمت‌اللهی اشاره کرد. برخی پیروان این اقلیت مذهبی در خرم‌آباد به علت درویش بودن از کار خود برکنار شده‌اند. در مرداد ماه سال ۱۳۹۰ نیز اعلامیه‌هایی ضد دراویش گنابادی در سطح شهر خرم‌آباد توسط نیروهای بسیج منتشر شد.

## اقتصاد
اقتصاد خرم‌آباد بیشتر بر پایهٔ کشاورزی، دامداری، باغداری، صنایع دستی و تا حدودی صنایع کارخانه‌ای استوار است. پیش از انقلاب ۱۳۵۷، شهر خرم‌آباد روند رو به رشدی را طی می‌کرد و در خصوص اشتغال، ایجاد فرصت شغلی و کارگاه‌های فعال در شرایط خوبی قرار داشت به نحوی که کارخانه‌های نیرپارس که در سال ۱۳۶۵ به ماشین‌سازی لرستان تغییر نام داد، کارخانه پارسیلون، کارخانه صنایع چرم و پوست وابسته به کفش ملی، شرکت کشت و صنعت خرم‌آباد و شرکت ژنراتورسازی ایران  ازجمله کارخانه‌های فعال در خرم‌آباد بودند.

### واحدهای صنعتی
پس از انقلاب ۱۳۵۷ و خصوصاً پس از اتمام جنگ ایران و عراق وعده ساخت چند کارخانه بزرگ در شهر خرم‌آباد از سوی دولت‌های مختلف حکومت جمهوری اسلامی داده شده است که از آن جمله می‌توان به ساخت کارخانه سیمان، ساخت نیروگاه و ساخت مجتمع ۵۰۰ هزار تنی نورد اشاره کرد. از صنایع فعال شهر می‌توان به شرکت صدر فولاد اشاره کرد.
پتروشیمی

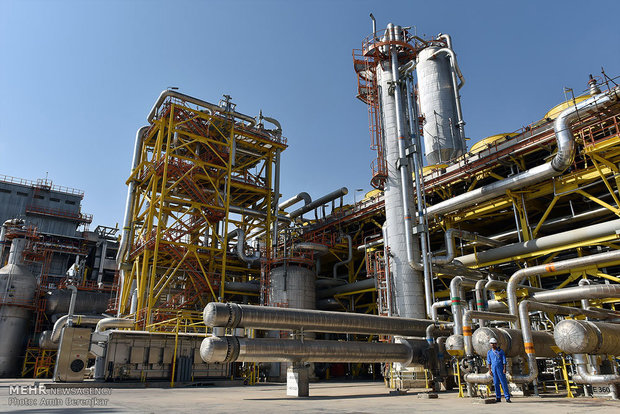
پتروشیمی خرم‌آباد

پتروشیمی خرم‌آباد در سال ۱۳۸۶ توسط شرکت ملی صنایع پتروشیمی ایران و با همکاری کنسرسیوم ایتالیایی تکنی مونت و نارگان بنیان‌گذاری شد. این پتروشیمی بخشی از خط لوله اتیلن غرب است. بزرگی این پتروشیمی ۱۳۰ هکتار است و مالکیت این مجتمع به‌طور کامل متعلق به شرکت پتروشیمی باختر است. حسن روحانی رئیس‌جمهور وقت ایران در خرداد ۱۳۹۳ و پس از بازدید از پتروشیمی خرم‌آباد وعده ساخت یک شهرک صنایع پایین دستی را در کنار این مجتمع داد. واحد کاتالیست مجتمع پتروشیمی خرم‌آباد در مرداد ماه سال ۱۳۹۹ از طریق ویدئو کنفرانس توسط حسن روحانی رئیس‌جمهور وقت ایران افتتاح شد. این نخستین واحد ساخت کاتالیست در ایران است و سالانه ۱۰۰ تن از این فرآورده را تولید خواهد کرد.
نیروگاه سیکل ترکیبی
نیروگاه سیکل ترکیبی خرم‌آباد که عملیات ساخت آن از سال ۱۳۸۴ آغاز شد و یکی از نیروگاه‌های ایران از نوع سیکل ترکیبی است. مالکیت این نیروگاه به‌طور مشترک متعلق به بنیاد مستضعفان و قرارگاه سازندگی خاتم‌الانبیا است. سوخت اصلی نیروگاه خرم‌آباد گاز طبیعی است، ظرفیت اسمی آن ۹۸۰ مگاوات و ولتاژ خروجی آن ۴۰۰ کیلووات است. نیروگاه خرم‌آباد قابل توسعه به سیکل ترکیبی است. این نیروگاه در خرداد ماه سال ۱۳۹۹ به بهره‌برداری رسید.

### مشکلات صنعت
نرخ بیکاری در استان لرستان و همچنین شهر خرم‌آباد به عنوان بزرگ‌ترین و پرجمعیت‌ترین شهر استان در سال ۱۳۹۱ معادل ۲۰/۴ درصد بوده است. این آمار با ۳/۳ درصد کاهش در سال ۱۳۹۲ به ۱۷/۱ درصد رسید و در بین سنین ۱۹ تا ۲۴ سال ۳۵/۵ درصد است. لرستان در پنج سال گذشته همواره در رتبه‌های نخست کشوری از نظر نرخ بیکاری قرار داشته است. پس از انقلاب ۱۳۵۷ صنعت در خرم‌آباد به طرز چشم‌گیری دچار رکود شد، بسیاری از کارخانه‌های مهم شهر مانند کارخانه صنایع چرم و پوست، کارخانه پارسیلون، شرکت پرس ایران، یخچال‌سازی بوژان و دیگر کارخانه‌های شهر یا  به‌دلیل خصوصی‌سازی یا  به‌دلیل خروج از استان لرستان به تعطیلی کشیده شدند.

## ساختار شهری

### شهرداری
شهرداری خرم‌آباد، سازمانی است دولتی که در ۱۳۰۲ خورشیدی تأسیس شد و اداره شهر خرم‌آباد را به عهده دارد. این شهرداری هم‌اکنون شامل ۳ منطقه است و  درحال حاضر داریوش بارانی بیرانوند سمت شهرداری را برعهده دارد. نخستین شهردار این شهر روح‌الله والی‌زاده و نخستین رئیس انجمن نیز صادق جوادی بود. شهرداری خرم‌آباد در محل کنونی خیابان حافظ بر سر یک سه راهی قرار داشته است. پشت بنای شهرداری به کوه متصل است که شعاع گسترش آن را محدود کرده است. پیش از انقلاب ۱۳۵۷ مجسمه‌ای از رضا شاه بر بالای این ساختمان قرار داشت که پس از انقلاب آن را برداشتند. هم‌اکنون ساختمان شهرداری در مکان دیگری قرار دارد و از این ساختمان به عنوان نگارستان استفاده می‌کنند. در سال ۱۳۰۷ که رضاشاه به خرم‌آباد سفر کرد، شهرداری این شهر در محله شمشیرآباد که آن روزگار محسن‌آباد نام داشت قرار گرفته بود.

### محله‌ها
خرم‌آباد امروزی ۳۷ محله، ۹ کوی و ۵ شهرک دارد.  ازجمله قدیمی‌ترین محله‌های شهر می‌توان به محله پشت بازار، درب دلاکان و درب باباطاهر اشاره کرد که در غرب شهر و در نزدیکی فلک‌الافلاک قرار گرفته‌اند. روند گسترش شهر پس از انقلاب ۱۳۵۷ دارای تغییراتی بوده که از آن جمله می‌توان به تبدیل گورستان جهودان در شرق شهر به محله‌ای مسکونی به نام کوی فلسطین اشاره کرد. این گورستان متعلق به اقلیت یهودیان شهر خرم‌آباد بوده و آثار باستانی این اقلیت  ازجمله حوض موسی نیز در این منطقه قرار دارد. محله گل‌دشت از نظر وسعت بزرگ‌ترین محله شهر خرم‌آباد است و در جنوب این شهر واقع است. شمالی‌ترین محله شهر دره گرم و جنوبی‌ترین محله ماسور نام دارد.
شمشیرآباد محله ورودی از سمت شرق و مرکز شرکت‌های مسافربری و باربری است. بسیاری از اداره‌ها و سازمان‌های دولتی شهر در بلوار ۶۰ متری و بلوار مدیریت در شمال شهر قرار دارند. مرکزی‌ترین محله‌های شهر که مراکز خرید نیز در آن واقع است عبارتند از سبزه‌میدان، شهدا، چهار راه بانک، چهار راه فرهنگ و مطهری.

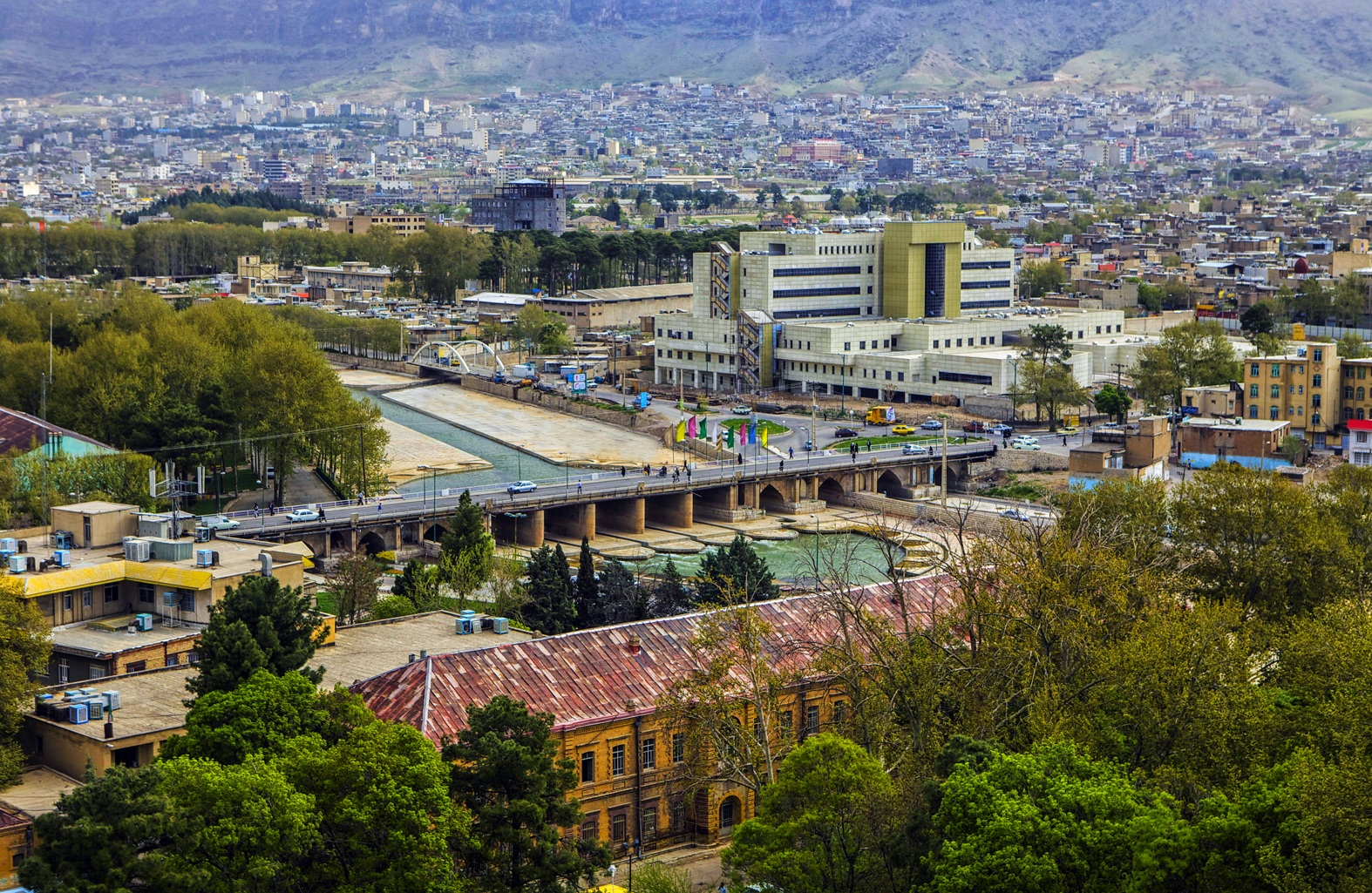
نمایی از مرکز شهر از فراز قلعه فلک‌الافلاک
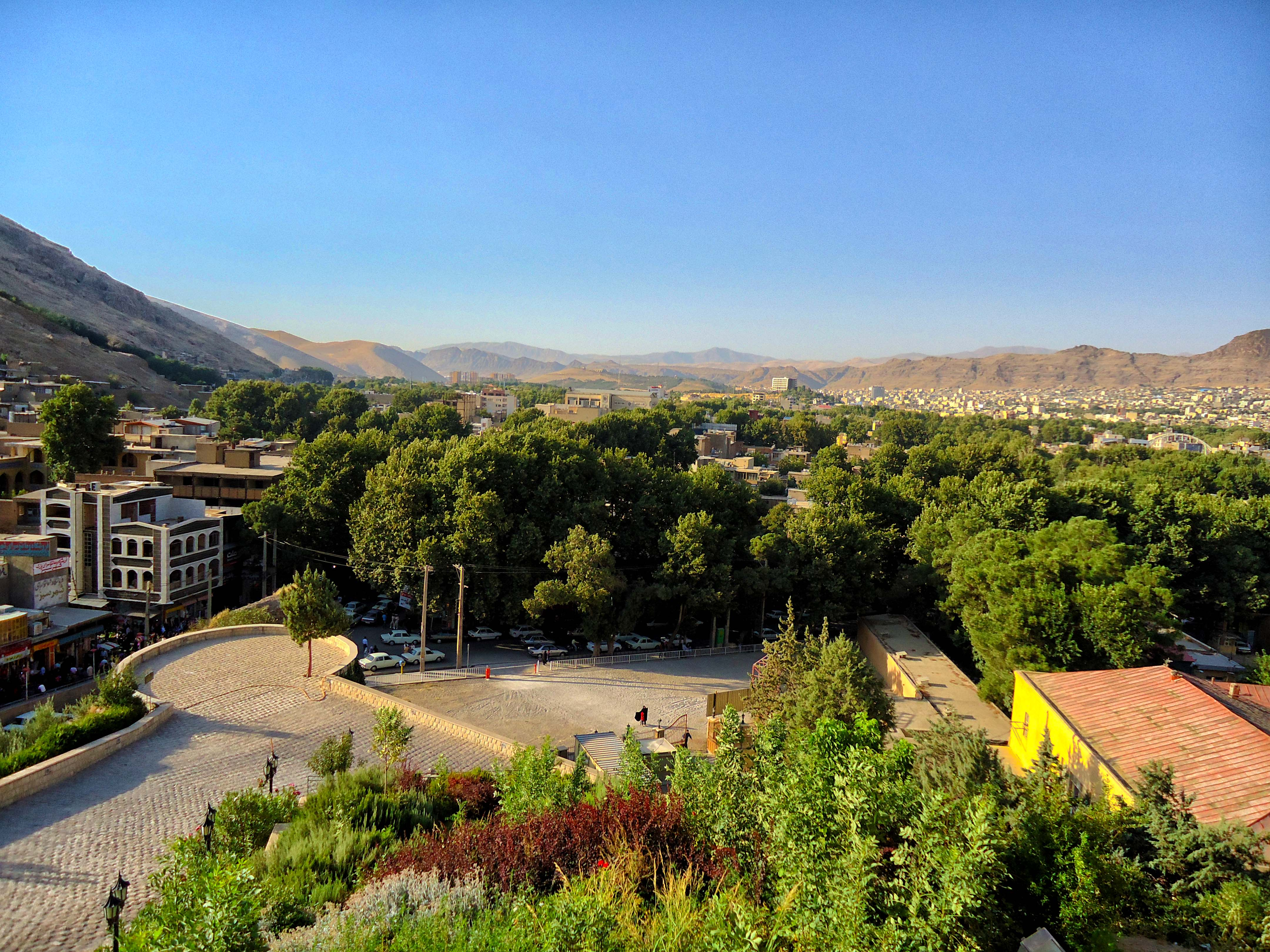
پوشش درختان مرکز شهر
میدان گپ (بزرگ)، محله پشت بازار، هم‌زمان با جنگ جهانی دوم
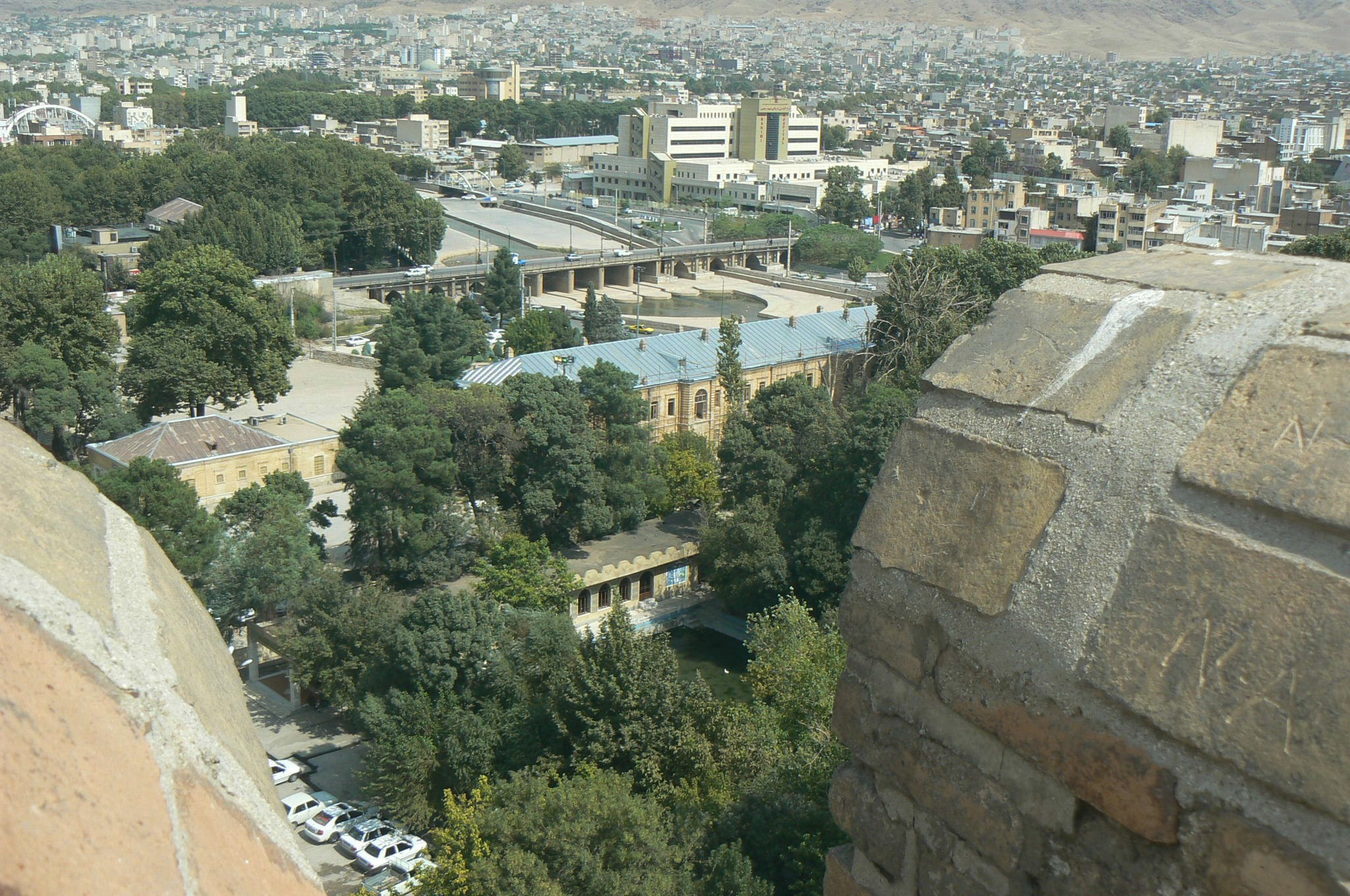
مرکز و شمال شهر خرم آباد از قلعه فلک‌الافلاک

### سلامت و بهداشت

ساختمان اصلی بیمارستان شفا

خرم‌آباد دارای ده بیمارستان است که از این تعداد سه بیمارستان دولتی هستند.
- بیمارستان شهید رحیمی، یک بیمارستان فوق تخصصی با ۲۴۰ تخت‌خواب است.[۱۱۸]
- بیمارستان شهدای عشایر، دارای ۳۵۰ تحت خواب است.[۱۱۹]
- بیمارستان تأمین اجتماعی، دارای ۲۵۶ تخت‌خواب است.[۱۲۰]

همچنین خرم‌آباد هشت بیمارستان خصوصی دارد که عبارتند از:
- توحید، دارای ۹۶ تحت خواب است.
- شفا، دارای ۳۰۰ تحت خواب است.[۱۲۲]
- حاج کریم عسلی، دارای ۸۰ تحت خواب است که از این تعداد ۵۸ تحت خواب فعال است.[۱۲۳]
- بیمارستان تخصصی زنان باختر، به صورت تخصصی به بیماری‌های زنان اختصاص دارد.[۱۲۱]
- ایران، یک بیمارستان خصوصی در شرق شهر است.[۱۲۱]
- بیمارستان کودکان شهید مدنی، به صورت تخصصی به خدمات دهی به گروه سنی کودکان اختصاص دارد.[۱۲۴]
- بیمارستان تخصصی و فوق تخصصی قلب، دارای ۸۷ تحت خواب است.[۱۲۵]
- بیمارستان اعصاب و روان، در سال ۱۳۷۸ به بهره‌برداری رسید.[۱۲۶]

### ایمنی
سازمان آتش‌نشانی
سازمان آتش‌نشانی و خدمات ایمنی شهر خرم‌آباد در سال ۱۳۵۳ تنها با یک دستگاه کامیون مخصوص و دو نفر خدمه کار خود را آغاز کرد. این سازمان تا سال ۱۳۵۶ توانست یک ایستگاه مجهز در بلوار شریعتی تأسیس کند. هم‌اکنون این سازمان با ۲۰۵ نفر خدمه و کارمند و ۲۶ دستگاه خودروی سبک و سنگین و ۸ ایستگاه از مهم‌ترین سازمان‌های آتش‌نشانی در استان لرستان است.

### مشکلات شهری
ترافیک و ناهمواری خیابان‌ها

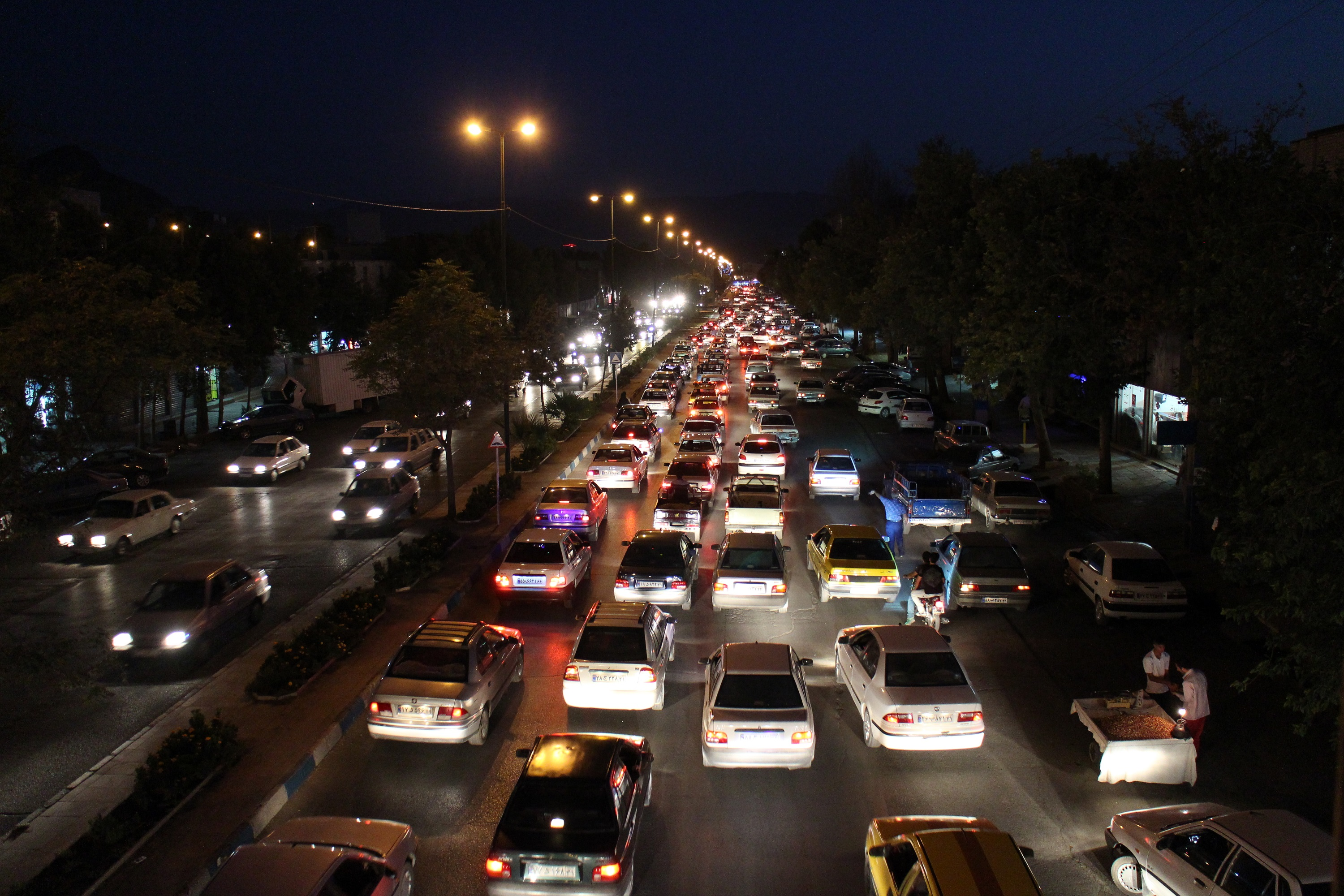
بلوار شریعتی، شرق خرم‌آباد

از مهم‌ترین مشکلات شهری در شهر خرم‌آباد ترافیک در معابر این شهر است. مهم‌ترین دلیل این ترافیک عرض کم خیابان‌های شهر به خصوص در خیابان‌های حافظ و انقلاب است. این دو خیابان که مراحل تعریض آن‌ها با وقفه چند ساله روبرو شده تأثیر فراوانی در ترافیک مرکز و شمال شهر داشته است. از دیگر علل ترافیک در شهر نبود پارکینگ‌های مناسب و کافی است که همین امر باعث به وجود آمدن مشکلات مربوط به پارک خودرو به خصوص در مرکز شهر شده است. ناسازگاری خیابان‌های شهر با حجم تردد وسایل نقلیه مهم‌ترین عامل ترافیک شهری است که این مشکل در شهر خرم‌آباد نیز وجود دارد و پیش‌بینی‌های مناسب جهت آماده‌سازی خیابان‌ها به نسبت رشد جمعیت و تردد وسایل نقلیه صورت نگرفته است. مراکز اداری و قطب‌های صنعتی در نقاط شمال و جنوب خرم‌آباد قرار دارند که مردم ناچارند برای رسیدن به محل کار خود از مرکز شهر تردد کنند که این خود به ایجاد ترافیک سنگین در مرکز شهر دامن زده است. برای ساماندهی ترافیک، طرح‌های مختلفی پیشنهاد شده است که  ازجمله آموزش فرهنگ ترافیک به مردم، سامانه کنترل هوشمند ترافیک، تعریض برخی خیابان‌های شهر به دست کم ۳۶ متر و ساخت مونوریل اشاره کرد.
آلودگی هوا

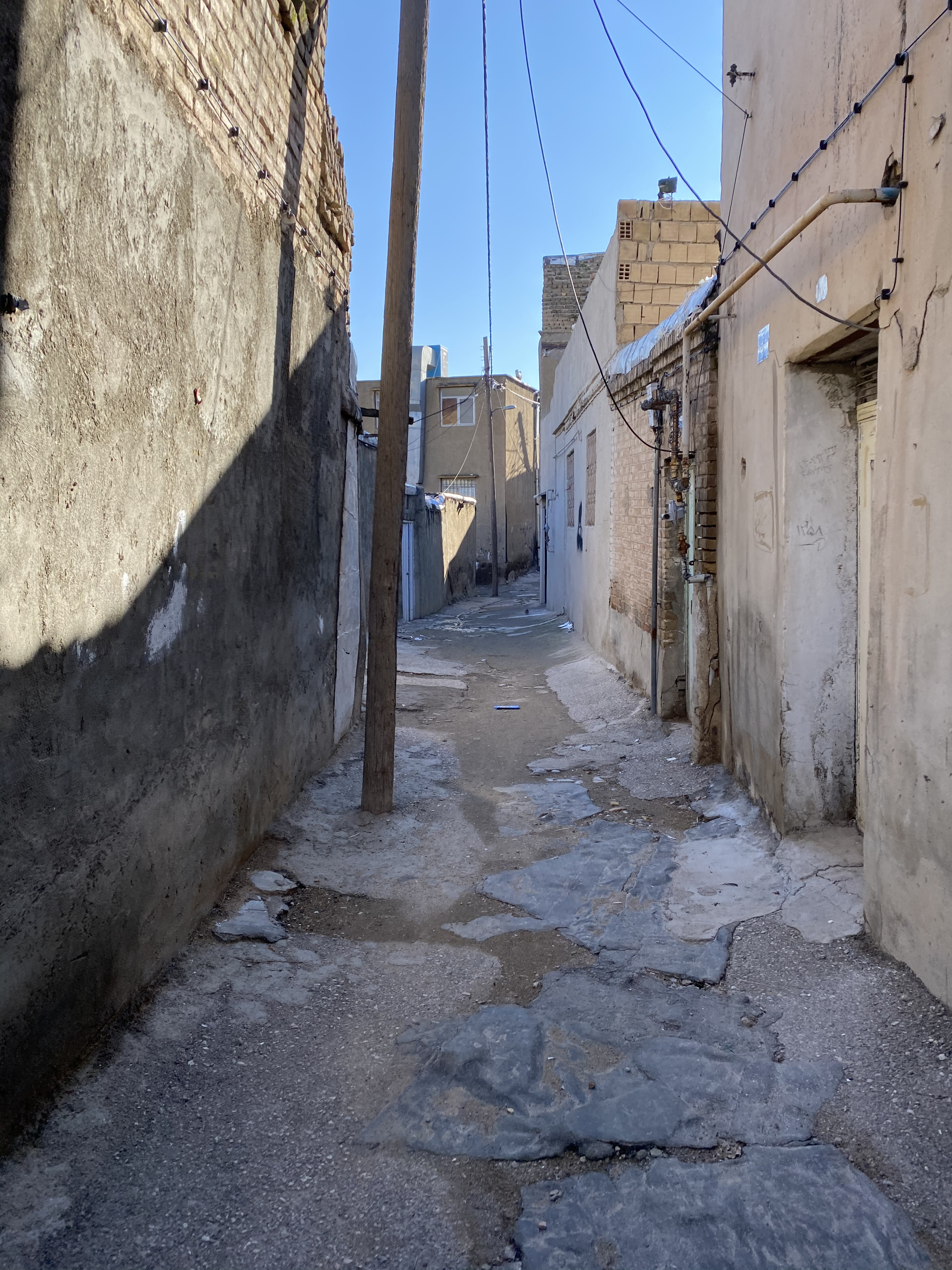
هفت درصد مساحت خرم‌آباد را بافت فرسوده تشکیل می‌دهد که مساحتی در حدود ۲۷۰ هکتار است.

بر اساس گزارش سازمان بهداشت جهانی، خرم‌آباد در سال ۲۰۱۴ میلادی در فهرست بیست شهر آلوده جهان از نظر وضعیت هوا قرار گرفته و طبق اعلام این سازمان آلودگی هوا در این شهر نسبت به قبل ۱۰ برابر بیشتر شده است. مهم‌ترین دلیل این آلودگی وجود ذرات معلق و آلاینده‌های مختلف بوده است. آلودگی هوای شهر خرم‌آباد از سوی سازمان حفاظت محیط زیست استان لرستان رد شده است.
بافت شهری
مساحت بافت شهری در خرم‌آباد ۳٬۴۷۵ هکتار است. هسته نخستین شهر در کنار مراکز حکومتی و به‌طور خاص قلعه فلک‌الافلاک شکل گرفته و دارای جغرافیایی کوهستانی و ناهموار است. شکل‌گیری شهر نیز تحت تأثیر عوامل جغرافیایی صورت گرفته است، به این ترتیب که هر کجا دره‌ای که خرم‌آباد در آن شکل گرفته عرض بیشتری داشته شیب بافت مسکونی کم است و هر کجا عرض دره کم شده است شهر نیز تحت تأثیر آن باریک و کشیده شده است. عوامل محدودکننده‌ای مانند رودخانه و ارتفاعات پرشیب در ساختار شهر مؤثر بوده‌اند.
بافت فرسوده
هفت درصد مساحت خرم‌آباد را بافت فرسوده تشکیل می‌دهد. ۲۸ محله خرم‌آباد که مساحتی در حدود ۲۷۰ هکتار دارند بافت فرسوده محسوب می‌شوند.  ازجمله مشکلاتی که بافت فرسوده ایجاد می‌کند مشکلات اقتصادی و اجتماعی، چهره فیزیکی نامناسب، مشکلات زیست‌محیطی و امنیتی هستند. یکی از مشکلات عمده بر سر راه بازسازی بافت فرسوده در شهر خرم‌آباد قرارگیری این بافت در حاشیه شهر، محصور بودن به وسیله کوه‌های اطراف شهر، نبود مسیر دسترسی مناسب  به‌دلیل کم عرض بودن معابر و نامناسب بودن خدمات شهری است.
آرامستان‌ها

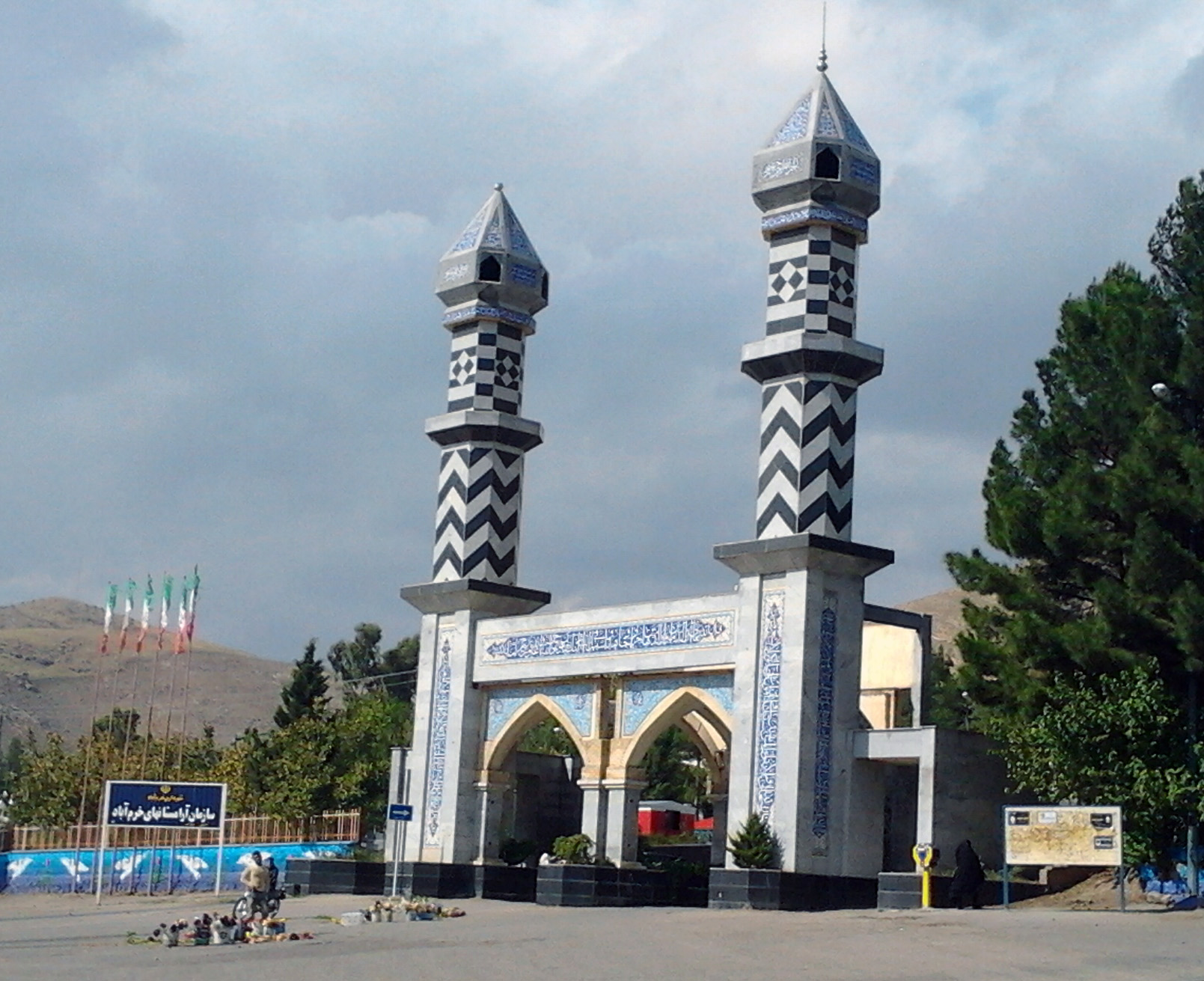
ورودی آرامستان صالحین

هم‌اکنون شهر خرم‌آباد دارای چهار آرامستان در چهار گوشه شهر است که عبارتند از سراب یاس، دره‌گرم، صالحین و آرامستان خضرنبی که محل دفن کشته‌شدگان انقلاب ۱۳۵۷ و جنگ ایران و عراق و یکی از قدیمی‌ترین آرامستان‌های خرم‌آباد است. وجود آرامستان‌های متعدد و ایجاد آرامستان‌های خانوادگی بدون مجوز در اطراف شهر یکی از مشکلات در ساختار شهری خرم‌آباد است. مهم‌ترین مشکل در مورد مدیریت آرامستان‌های شهر جلوگیری از تبدیل بدون مجوز زمین‌های کشاورزی به آرامستان است. دو گورستان دره‌گرم و سراب یاس در شمال و جنوب شهر خرم‌آباد بیشترین تغییر کاربری را دارند.
قدیمی‌ترین آرامستان در شهر خرم‌آباد، گورستانی در کنار مقبره امامزاده زید بن علی در مرکز شهر خرم‌آباد بود. این آرامستان در سال ۱۳۵۲ و توسط شهردار وقت خرم‌آباد علی‌محمد ساکی از میان شهر حذف شد. از دیگر آرامستان‌های قدیمی شهر می‌توان به گورستان دوبرادران اشاره کرد، این آرامستان متعلق به دوره قاجار و در محله‌ای به همین نام در مرکز شهر خرم‌آباد قرار داشت. آرامستان دیگری نیز در کنار آرامگاه باباطاهر بین محله درب باباطاهر و محله درب دلاکان قرار داشت. گورستانی در جنوب شهر خرم‌آباد و در کنار مناره آجری قرار داشت که به‌طور معمول مردگان ایل‌های بیرانوند و باجولوند در آن دفن می‌شدند و به گورستان پامنار مشهور بود. گورستان دیگری در محله کوروش در شرق شهر و یک گورستان دیگر متعلق به اقلیت یهودی ساکن خرم‌آباد بود که پس از انقلاب ۱۳۵۷ به محله‌ای مسکونی به نام کوی فلسطین تبدیل شد.

## مراکز تفریحی
شهر خرم‌آباد در دره‌ای خوش آب و هوا و پرآب قرار گرفته است. وجود چشمه‌های فراوان و آثار تاریخی متعدد باعث به وجود آمدن مجموعه‌ای از دیدنی‌های طبیعی و تاریخی در شهر خرم‌آباد شده است. وجود دریاچه کیو، سراب‌ها و چشمه‌ها در کنار آثار تاریخی مانند قلعه فلک‌الافلاک، پل شاپوری، مناره آجری، سنگ نبشته و گرداب سنگی که خود مجموعه‌ای از آثار تاریخی و طبیعی است مجموعه‌ای بی‌نظیر را در شهر خرم‌آباد تشکیل داده است. در اطراف شهر خرم‌آباد نیز گردشگاه‌های بسیاری وجود دارد که  ازجمله آن‌ها پارک جنگلی شوراب در جنوب شهر و پارک جنگلی مخمل‌کوه در شمال شهر را می‌توان نام برد. خرم‌آباد را می‌توان یکی از شهرهای توریستی ایران دانست.

سراسرنمای پارک و دریاچه کیو

### فضای سبز

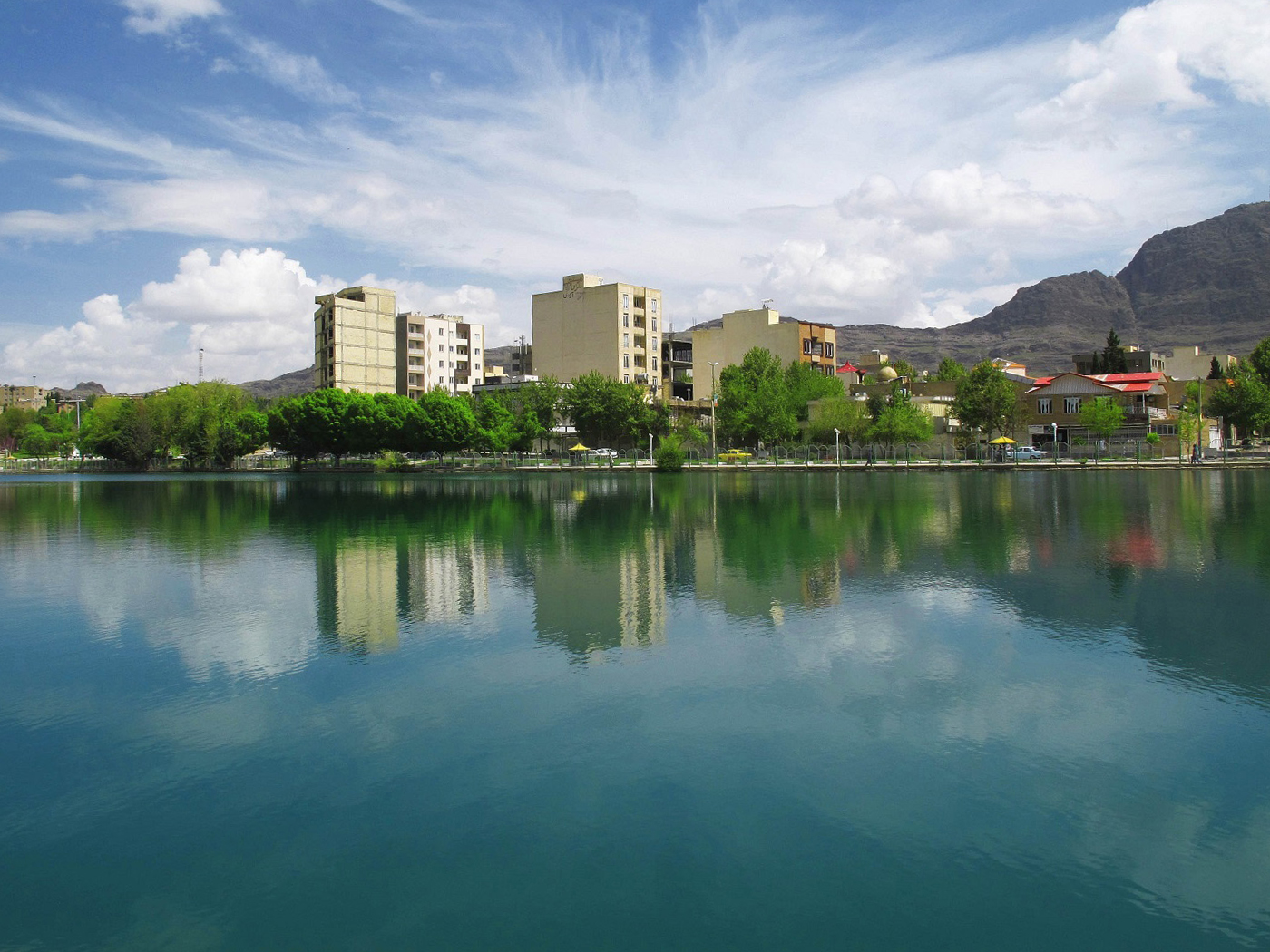
دریاچه کیو

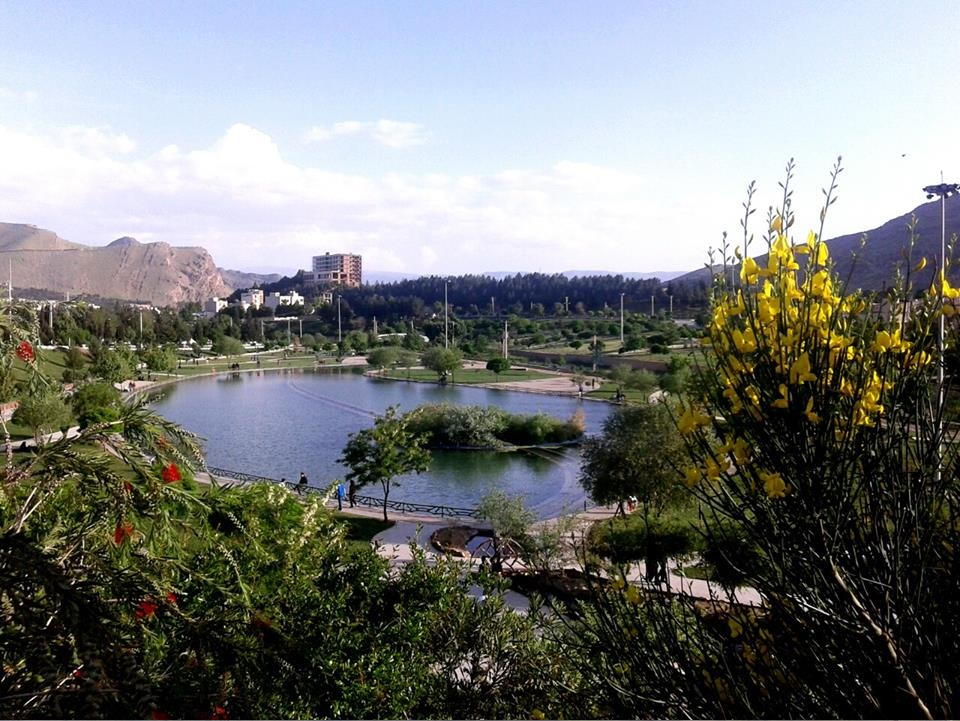
پارک زیبا کنار

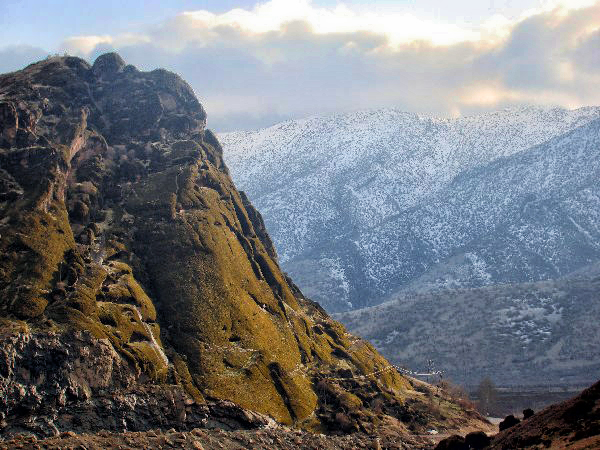
پارک جنگلی مخمل‌کوه

خرم‌آباد دارای ۱۰ پارک درون‌شهری ویک تفرجگاه کوهستانی است که عبارتند از:
- پارک کوهستانی بام لرستان
- پارک شریعتی، خیابان گرین
- پارک کیو، در کنار دریاچه کیو
- پارک زیباکنار، میدان ساکی
- پارک معلم، خیابان ساحلی غربی
- پارک دانشجو، میدان دانشجو
- پارک بهشت، خیابان ساحلی بهشت
- پارک صخره‌ای پل انقلاب[۱۴۱]
- پارک مطهری سرچشمه[۱۴۲]
- پارک شهر، ساحلی غربی
- پارک زیتون، قاضی‌آباد
- پارک پرچم، کرگانه
- پارک شقایق، میدان امام حسین
- پارک صخره‌ای، خیابان نواب صفوی[۱۴۳]

پارک جنگلی شورآب
پارک جنگلی شورآب یک پارک طبیعی در جنوب شهر خرم‌آباد است. این پارک طبیعی در کیلومتر ۲۵ جاده خرم‌آباد به پلدختر واقع شده و دارای جاده دسترسی آسفالت، آلاچیق، و دیگر امکانات رفاهی است. پارک جنگلی شورآب  به‌دلیل وجود درختان انبوه بلوط و آب هوای معتدل هر سال در فصل بهار گردشگران بسیاری را خود جذب می‌کند.
پارک جنگلی مخمل‌کوه
پارک جنگلی مخمل‌کوه یک پارک طبیعی در شمال شهر خرم‌آباد است. مساحت این پارک ۵۰۰ هکتار است، پارک جنگلی مخمل‌کوه در مسیر خرم‌آباد به الشتر و در کیلومتر ۱۵ این جاده واقع شده و دارای جاده دسترسی آسفالت، آلاچیق، و دیگر امکانات رفاهی است.
پلاک کوبی درختان
درختان در معابر عمومی شهر خرم‌آباد دارای پلاک و کد شناسایی هستند و اطلاعات هر درخت در شهر خرم‌آباد  ازجمله محل درخت، قطر درخت، فرم درخت، نحوه آبیاری و درگیر بودن یا نبودن آن با شبکه برق توسط شهرداری خرم‌آباد جمع‌آوری و ثبت شده است. هدف از این کار جلوگیری از قطع درختان شهر و حفاظت از فضای سبز شهری است.

## فرهنگ

### سینما

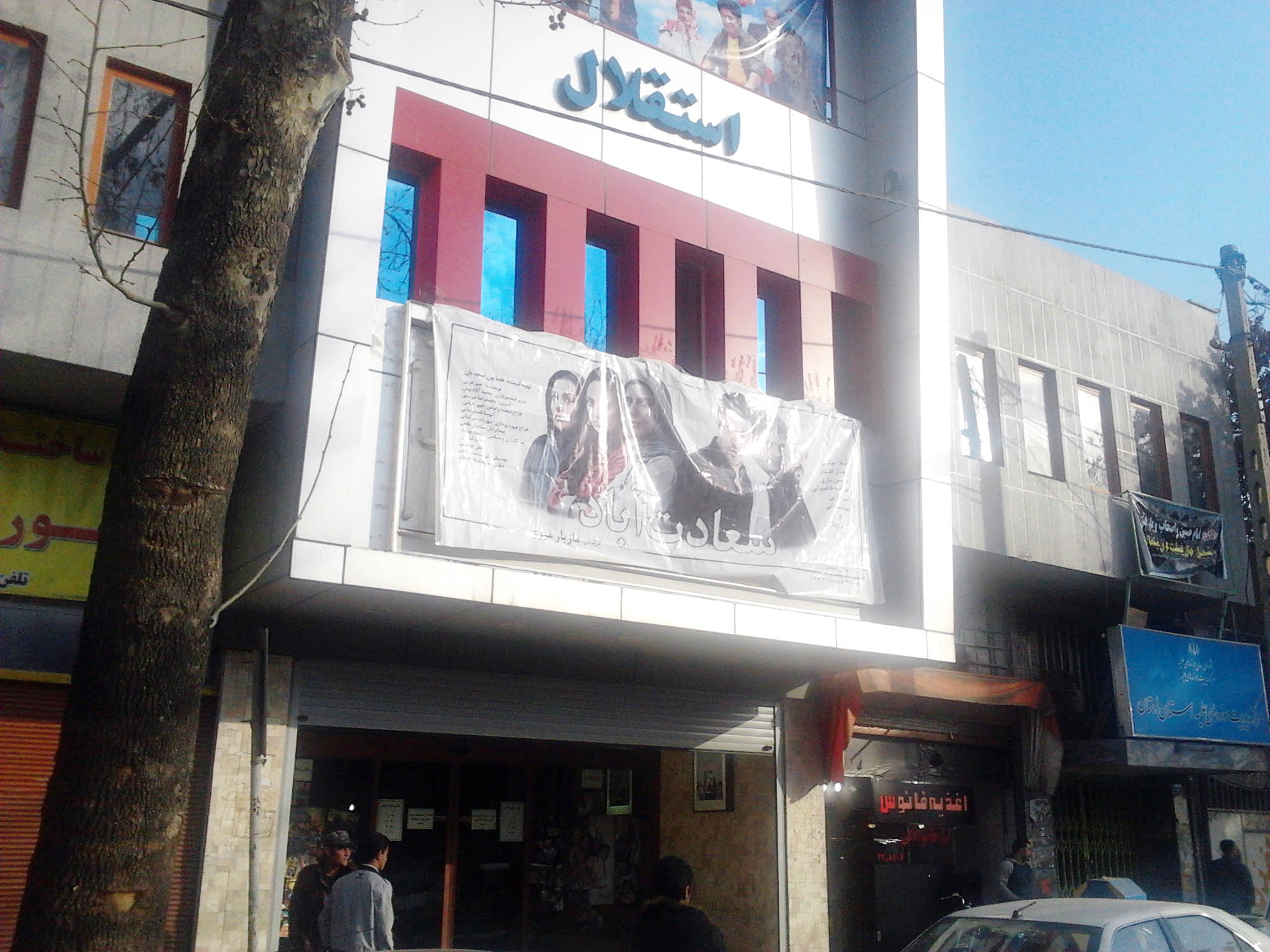
سینما استقلال

فعالیت سینمای آزاد در خرم‌آباد به زمستان سال ۱۳۵۱ بازمی‌گردد. دفتر سینمای آزاد در میدان سعدی (شهدا) واقع بود و در زمینه برپایی جلسه‌های نمایش و برگزاری نمایش‌واره‌ها در خرم‌آباد فعالیت می‌کرد. نخستین جشنواره در سال ۱۳۵۲ و در تالارخانه پیشاهنگی توسط سینمای آزاد برپا شد. خرم‌آباد هم‌اکنون دارای دو سینما است. قدیمی‌ترین سینمای این شهر استقلال نام دارد که پیش از انقلاب ۱۳۵۷ با نام آزیتا فعالیت می‌کرد. این سینما فعالیت خود را در سال ۱۳۶۹ از سر گرفت.
در سال ۱۳۸۹ شش میلیارد ریال صرف بازسازی این سینما شد و امکانات مختلفی  ازجمله پخش صدای ساراند، لژ خانوادگی و امکانات سرمایشی و گرمایشی به آن افزوده شد. دومین سینما خرم‌آباد ارشاد نام دارد و در کنار سازمان ارشاد اسلامی شهر خرم‌آباد در میدان کیو واقع شده است. سینما آریا پیش از انقلاب ۱۳۵۷ در میدان ششم بهمن (امام خمینی) شهر خرم‌آباد ساخته شد اما پیش از انقلاب در سال ۱۳۵۱ و در اثر آتش‌سوزی از بین رفت.

### کتابخانه
نخستین کتابخانه شهر خرم‌آباد متعلق به دبیرستان پهلوی است. این کتابخانه در سال ۱۳۱۴ تأسیس شده و تنها از یک اتاق برای نگهداری کتاب‌ها تشکیل شده بود. پس از مدتی این کتاب‌ها به کتابخانه دبیرستان تازه تأسیس نوبنیاد منتقل شد که از امکانات بهتری برخوردار بود. دیگر کتابخانه قدیمی شهر، کتابخانه حوزه علمیه خرم‌آباد است که با توجه به اینکه کتاب‌های این کتابخانه حوزوی و تخصصی بودند کمتر مورد استقبال عموم مردم قرار گرفته است.نخستین کتابخانه عمومی شهر خرم‌آباد، کتابخانه پارک شهر است که توسط اداره فرهنگ و هنر خرم‌آباد تأسیس گردید. نام این کتابخانه کوروش کبیر بود. دو کتابخانه شخصی دیگر در شهر خرم‌آباد عبارتند از کتابخانه مهدی قاضی و کتابخانه محمدرضا والی‌زاده.خرم‌آباد هم‌اکنون دارای پنج کتابخانه عمومی است. پروژه ساخت کتابخانه مرکزی این شهر از سال ۱۳۸۵ و با در نظر گرفتن بودجه ۳ میلیارد تومانی آغاز شده است. مراحل ساخت این کتابخانه تا پایان سال ۱۳۹۰ حدود ۶۰ درصد پیشرفت داشته است. نمایندگی شهر کتاب در خرم‌آباد، اوایل سال ۱۳۹۳ افتتاح شد. این مرکز که به برگزاری کارگاه‌های کتاب‌خوانی و جلسات نقد کتاب می‌پردازد، در خیابان علوی قرار دارد. از دیگر کتابخانه‌های شهر خرم‌آباد می‌توان به کتابخانه‌های زیر اشاره کرد:
- کتابخانه عمومی امام جعفر صادق
- کتابخانه عمومی مطهری[۱۵۸]
- کتابخانه عمومی حضرت مهدی[۱۵۹]
- کتابخانه عمومی غدیر[۱۶۰]
- کتابخانه عمومی هفده شهریور[۱۶۱]

### رصدخانه

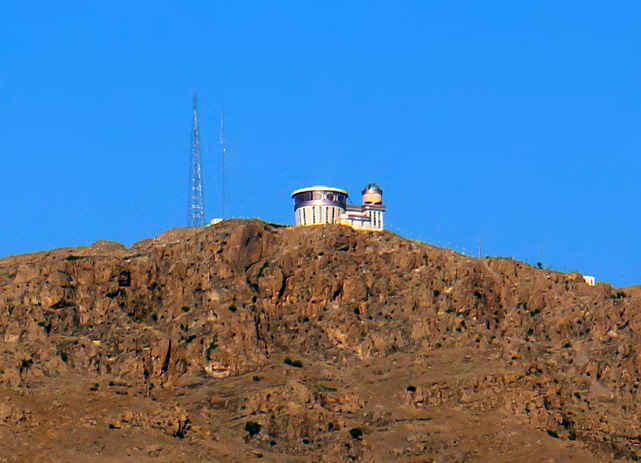
رصدخانه کاسین، بام لرستان

رصدخانه کاسین که به گفته وبگاه رسمی آن مدرن‌ترین رصدخانه خاورمیانه است، در ارتفاع ۱۷۰۰ متری از سطح دریا در شرق شهر خرم‌آباد و بر فراز قلعه کوه مدبه معروف به بام لرستان قرار گرفته است. از امکانات این مجموعه می‌توان به امکان اقامت ۱۰۰ ستاره‌شناس به صورت هم‌زمان در این رصدخانه اشاره کرد. یک پایگاه خبری ادعاهای این شرکت را به چالش کشیده و نوشته است: «رصدخانه کاسین خرم‌آباد نه فقط مدرن‌ترین رصدخانه خاورمیانه نیست، بلکه مدرن‌ترین رصدخانه ایران هم نیست و اصلاً مدرن هم نیست و حتی بلندترین هم نیست.»

### سوگواری
«آیین گِل» مراسمی است که مردم خرم‌آباد در سوگواری‌های مختلف  ازجمله در مرگ افراد خانواده یا عزاداری‌های مذهبی انجام می‌دهند. در لری به این آیین خَه‌رَّه‌گیری نیز گفته می‌شود. خَه‌رّه به معنای گِل است.
سوگواری محرم
اجرای این آئین  به‌دلیل کشته شدن حسین بن علی در روز عاشورا است و دارای چند مرحله است که از روز هفتم محرم که به روز «تراش عباس» موسوم است، شروع می‌شود. در روز هفتم محرم عزاداران حسین بن علی به حمام رفته و پس از اصلاح سرو صورت و نظافت کامل، لباس‌های تمیز می‌پوشند. از این روز به بعد، عده‌ای برای افروختن آتش در صبح عاشورا به جمع کردن و گردآوری هیزم جهت روشن کردن آتش می‌پردازند. عزادارانی که در گِل می‌افتند به کمک آتش خود را خشک می‌کنند. روز عاشورا، عزاداران فراخوانده شده با حضور در تکیه‌های محله و گل‌مالی کردن خود گرد آتش می‌ایستند تا از سرما محفوظ مانده و شروع به سینه زنی و عزاداری می‌کنند.

## گردشگری
خرم‌آباد از سوی دفتر منطقه‌ای اسکان بشر سازمان ملل متحد به عنوان یک شهر نمونه گردشگری انتخاب شده است. این انتخاب به منظور اجرای طرح توسعه پایدار شهری بر مبنای گردشگری است. محور اجرای این طرح قلعه فلک‌الافلاک است و ساماندهی فضای اطراف این قلعه و همچنین طرح مرمت و حفاظت از سایر آثار باستانی سطح شهر خرم‌آباد نیز جزء این طرح محسوب می‌شود.
خرم‌آباد به عنوان نخستین شهر ایران به منظور اجرای این طرح از سوی دفتر منطقه‌ای اسکان بشر سازمان ملل متحد انتخاب گردیده و هزینه اجرای این طرح نیز ۷۰۰ هزار دلار اعلام شده است. خرم‌آباد همچنین در تعطیلات نوروز ۱۳۹۵ یکی از هفت شهر برتر ایران در جذب گردشگر بود.

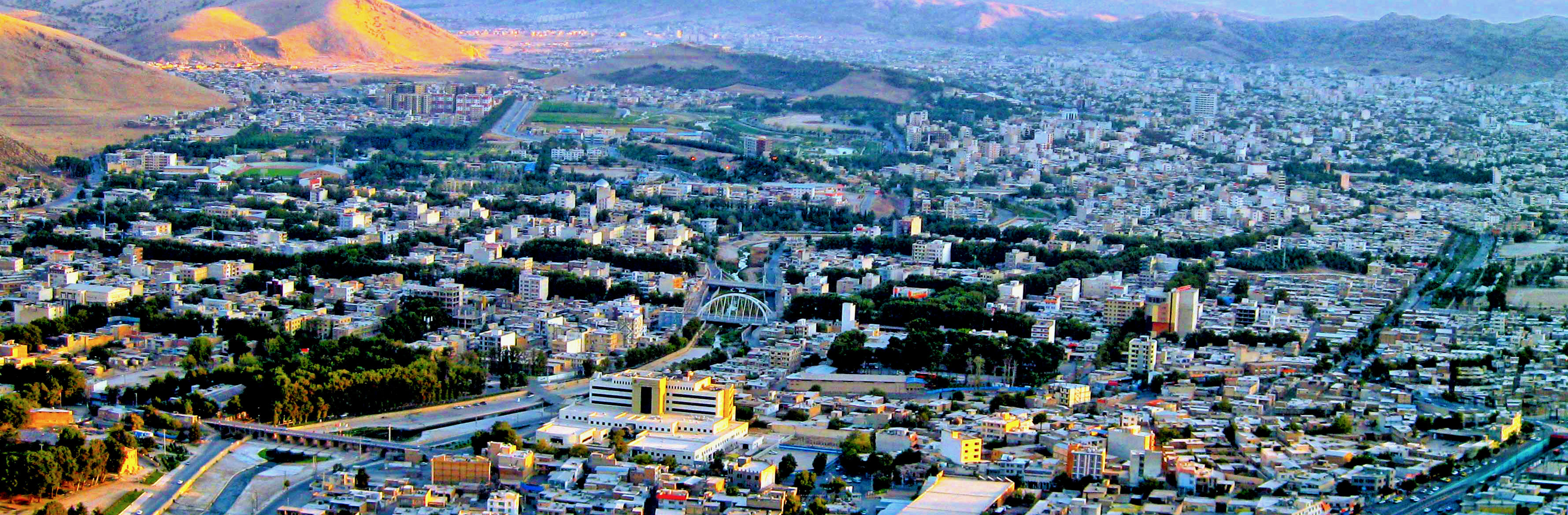
چشم‌انداز بخشی از مرکز و شمال شهر خرم‌آباد

### آثار تاریخی
فلک‌الافلاک

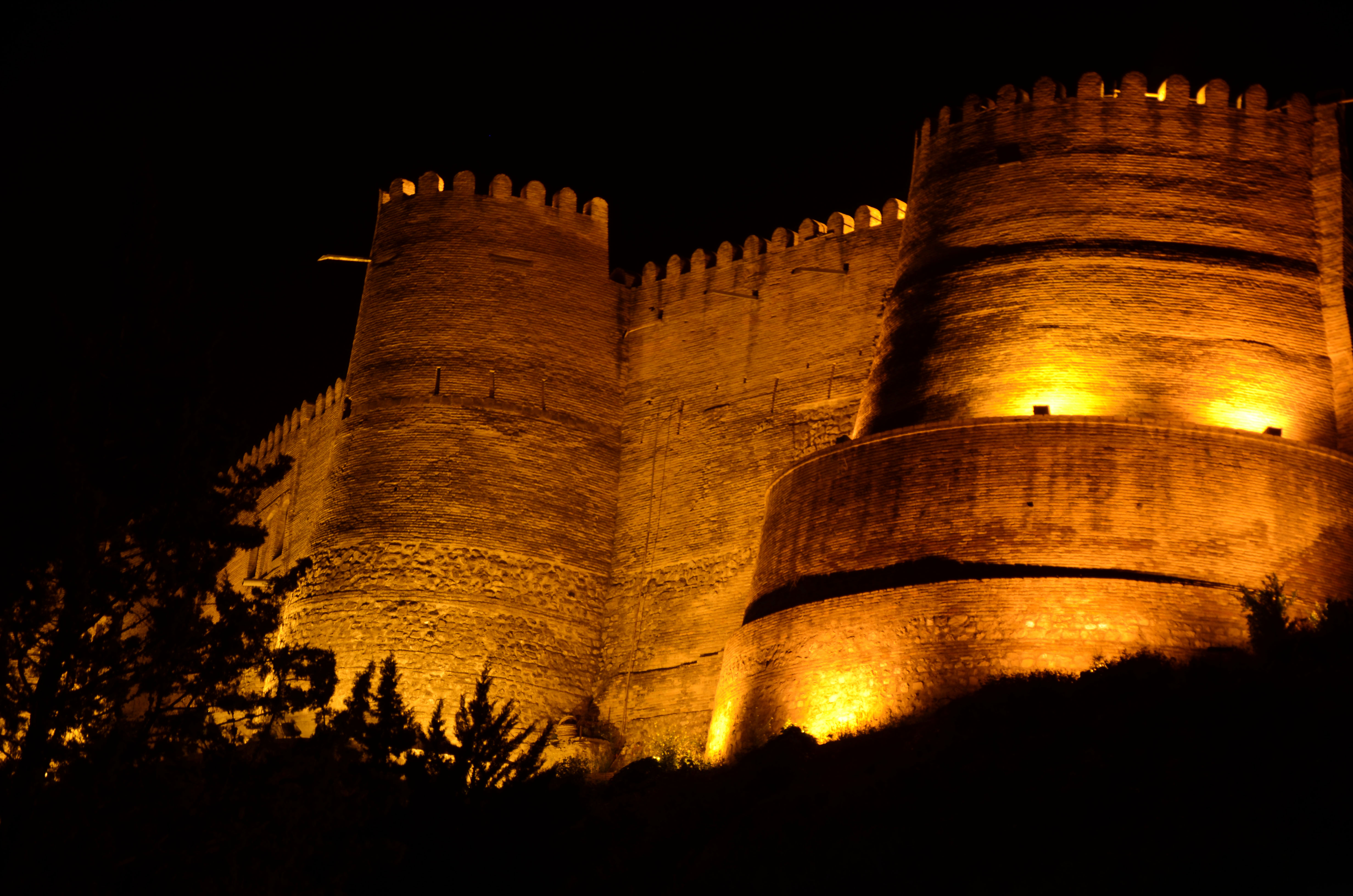
قلعه فلک‌الافلاک (دژ شاپوری) در شب

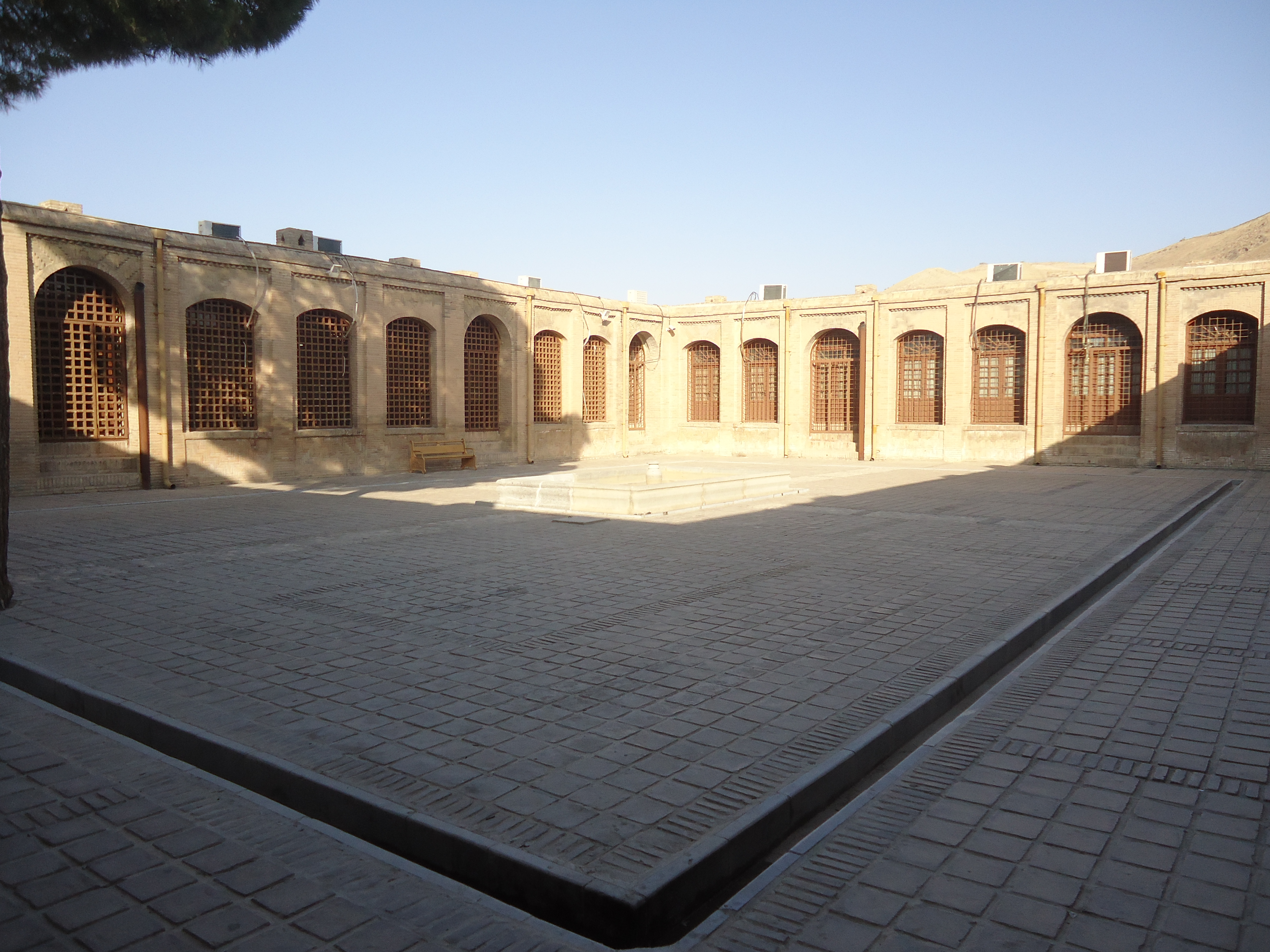
حیاط قلعه فلک‌الافلاک

قلعه باستانی فلک‌الافلاک یا دژ شاپورخواست که تاریخ ساخت آن به زمان ساسانیان بر می‌گردد از زمان قاجار به بعد به این نام خوانده می‌شود. فلک‌الافلاک بر فراز تپه‌ای در بلندترین نقطه شهر خرم‌آباد واقع شده است. نام قدیم آن دژ شاپورخواست بوده و بنای آن به دورهٔ ساسانیان می‌رسد این قلعه اکنون دارای ۸ برج است ولی در گذشته دارای ۱۲ برج بوده و به همین سبب به دوازده برجی نیز معروف است. در قسمت شمالی زیر قلعه، چشمه‌ای بنام گلستان جاری است ولی آب موردنیاز خود قلعه از چاهی به عمق ۴۰ متر که در میان قلعه وجود دارد، تأمین می‌شود. قلعه فلک‌الافلاک بر شهر خرم‌آباد کاملاً مشرف است و مساحت آن در حدود ۵٬۳۰۰ متر مربع است. فضای داخل آن به چهار تالار نسبتاً بزرگ حول دو حیاط و تعدادی تالار و اتاق، تقسیم شده است. این بنا در عهد فتحعلیشاه قاجار مرمت گردیده و برج مرتفعی به آن افزوده شده و از آن پس فلک‌الافلاک خوانده شده است.در اواخر دوره پهلوی از قلعه به عنوان موزه استفاده شد اما پس از انقلاب ۱۳۵۷ و پس از شروع جنگ ایران و عراق در سال ۱۳۶۳ به منظور امنیت، اشیای موزه جمع‌آوری گردید و پس از جنگ با مرمت بخشی از بنا نمایشگاه عکس و سنگ و سفال افتتاح گردید، در سال ۱۳۷۶ موزه باستانشناسی افتتاح گردید ولی به علت ضعف در شرایط و امکانات مورد نیاز تا سال ۱۳۷۸ راه‌اندازی نشد. در همین سال بخش شمالی حیاط اول به چایخانه سنتی تبدیل گردید و در سال ۱۳۷۹ آزمایشگاه مرمت آن تجهیز و به بخش جنوبی حیاط اول به برج نوساز منتقل گردید، هم‌اکنون موزه مردم‌شناسی آن در بخش جنوبی حیاط دوم راه‌اندازی شده است.
پس از انقلاب ۵۷، سپاه پاسداران با ایجاد یک پادگان نظامی در جنوب قلعه فلک‌الافلاک ضمن اشغال اطراف این بنای ملی در روند آزادسازی حریم قلعه و ثبت جهانی آن اخلال ایجاد کرده است.
پل شکسته

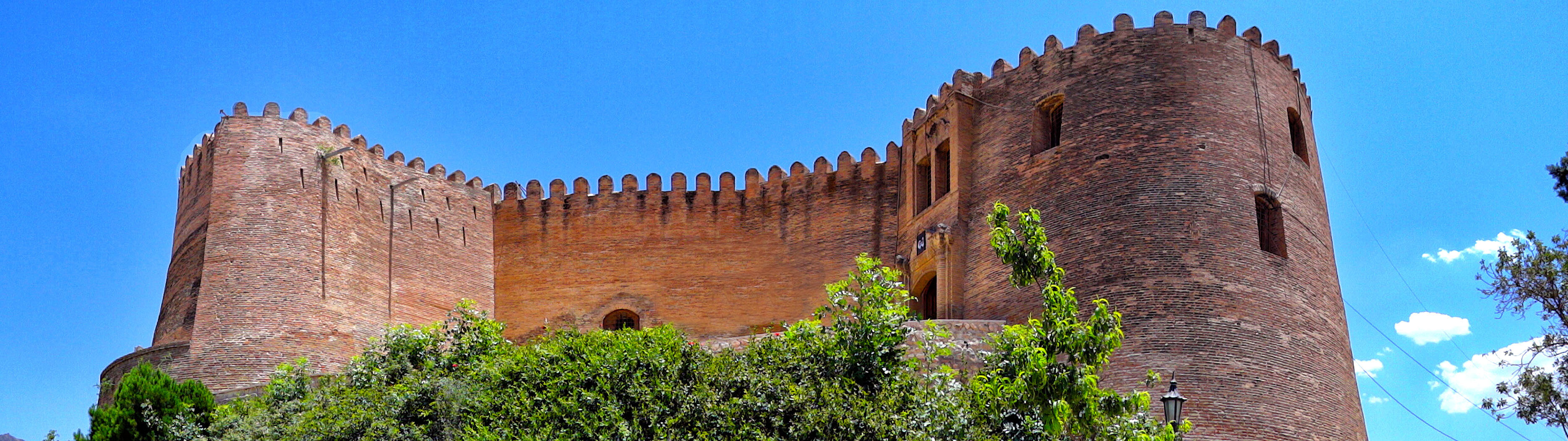
سراسرنمای دژ شاپوری

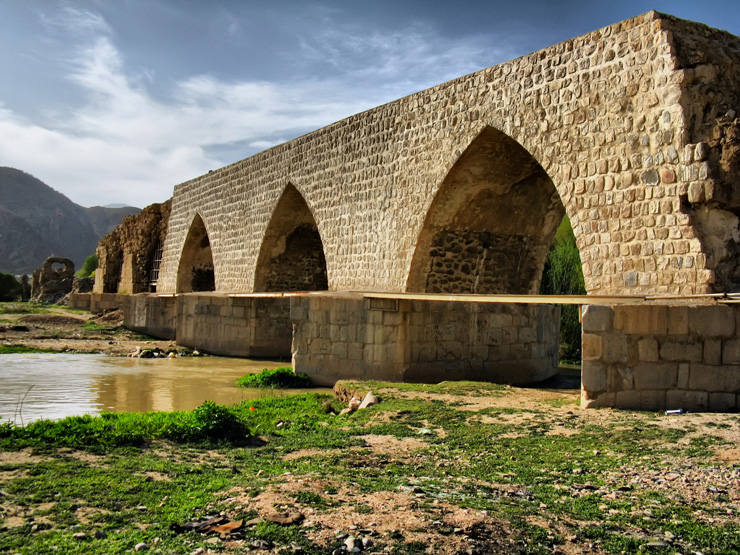
پل شاپوری مربوط به دوره ساسانیان

پل شکسته یا پل شاپوری (به لری: طاقه پیل اِشکه‌سه)، یکی از شاهکارهای معماری دوره ساسانیان محسوب می‌شود و در ضلع جنوبی قلعه فلک‌الافلاک در جنوب شهر خرم‌آباد واقع شده است. پل شاپوری عامل ارتباط غرب استان لرستان امروزی با شرق و از آنجا به خوزستان و تیسفون (پایتخت ساسانیان) بوده است. این پل هم‌اکنون ویرانه‌ای بیش نیست. این پل در زمان خود از شاه‌کارهای معماری به حساب می‌آمده و دارای ۲۸ طاق یا دهانه بوده اما امروز تنها ۶ طاق آن به جای مانده است. پل شاپوری در راستای غربی -شرقی با ارتفاع ۱۶ متر ساخته شده است و در دهانه پرطاق موج شکن‌هایی لوزی شکل برای کاهش تخریب سیل تعبیه شده است.
حمام گپ

حمام گپ مربوط به دوره صفویه

حمام گپ یکی از بناهای تاریخی شهر خرم‌آباد و مربوط به دوره صفویه است که در مجاورت خیابان حافظ این شهر واقع شده است. این اثر تاریخی در هفدهم خرداد ۱۳۷۸ با شمارهٔ ثبت ۲۳۵۷ به عنوان یکی از آثار ملی ایران به ثبت رسیده است.  درحال حاضر این بنا به بخش خصوصی واگذار شده است و به عنوان یک مجموعه پذیرایی و فرهنگی در شهر خرم‌آباد فعالیت خود را ادامه می‌دهد.
خانه آخوندابو
منزل آخوند ابو مربوط به اواسط دوره قاجار و متعلق به قاضی محل میرزا محسن قاضی بوده است. این اثر تاریخی در خرم‌آباد، در ضلع غربی قلعه فلک افلاک، خیابان دوازده برجی واقع شده است.
سنگ نبشته

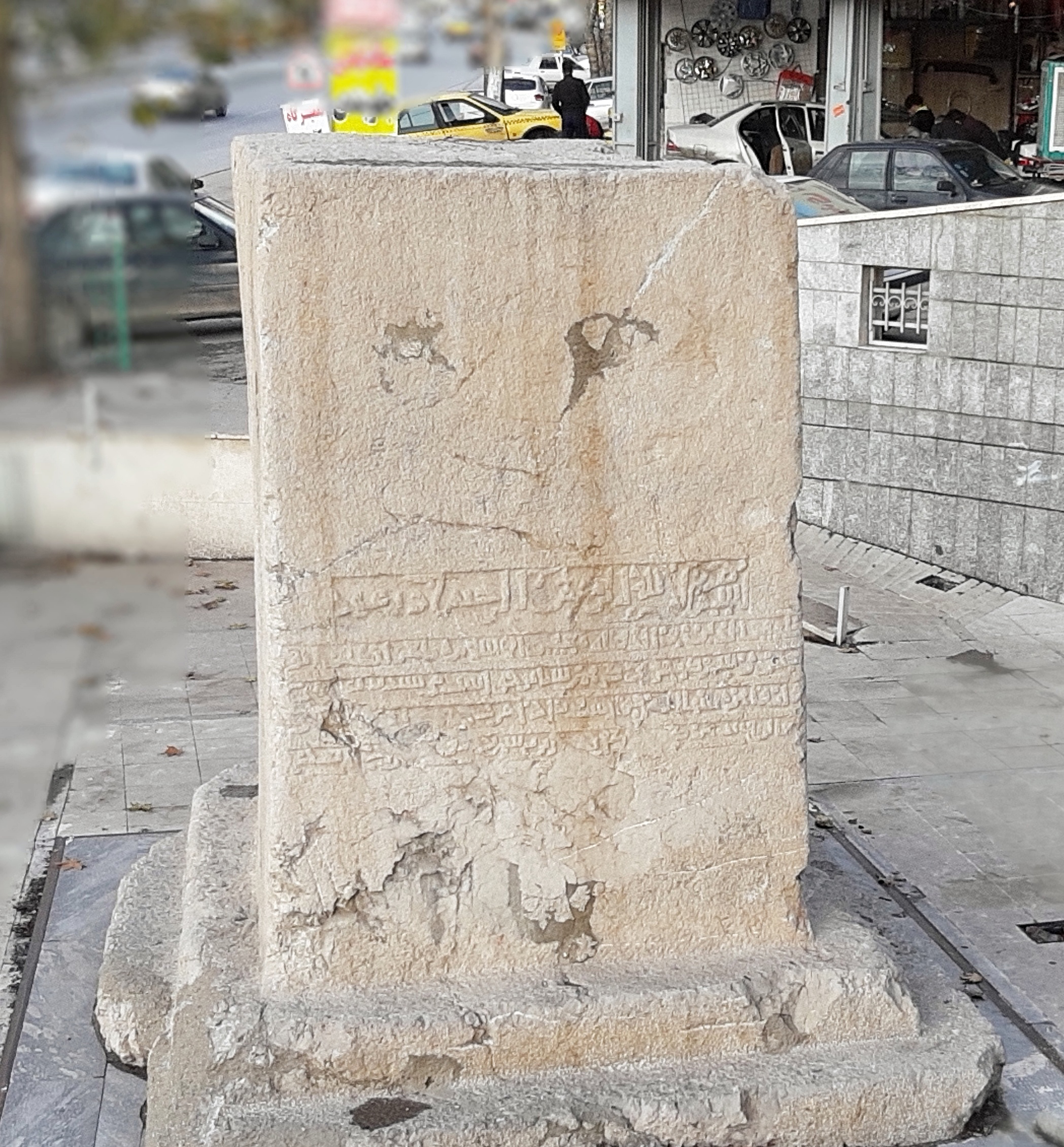
سنگ نبشته، مربوط به دودمان سلجوق

سنگ نبشته (به لری: به‌رد نوه‌شته)، کتیبه‌ای است که نوشتاری به خط کوفی بر روی آن حک شده است در قسمت جنوبی شهر خرم‌آباد قرار دارد. این سنگ به صورت یک مکعب مستطیل تراشیده شده است و در روی آن راجع به سند مالکیت چرای دام‌های موجود در آن زمان، حک شده است. این سنگ‌نبشته به گونه‌ای ساخته شده است که چهار گوشه آن به سوی آثار باستانی پل شکسته، منارهٔ آجری، فلک‌الافلاک و حوض موسی نشانه رفته است. این سنگ ریشه در کوه دارد و در چند سال اخیر به علت توسعه بلوار شریعتی خرم‌آباد برش داده و جابجا شده است.
مناره آجری
منارهٔ آجری یکی از آثار باستانی شهر خرم‌آباد می‌باشد. این بنا با قدمتی در حدود ۹۰۰ سال در جنوب خرم‌آباد و در کنارهٔ شهر قدیمی شاپورخواست بر روی پایهٔ سنگی برپا شده و حدود ۳۰ متر ارتفاع دارد. قطر سطح تحتانی آن ۵/۵ متر است و با پیمودن ۲۹ پلهٔ دَوَرانی می‌توان به بام مناره رسید. ظاهراً از آن برای هدایت کاروان‌هایی که به سمت شهر باستانی شاپورخواست می‌آمده‌اند استفاده می‌شده است.
گرداب سنگی
گرداب سنگی (به لری: گِردآو به‌ردینه)، یکی از آثار تاریخی بر جای مانده از دوره ساسانیان در شهر خرم‌آباد است. گرداب سنگی در مرکز شهر خرم‌آباد و در میان بافت قدیمی شهر در کنار میدان تختی واقع شده است. بنای گرداب سنگی دایره‌ای شکل و به دور چشمه‌ای با استفاده از سنگ و ساروج ساخته شده است تا آب خارج شده از چشمه را سامان‌دهی کرده و سپس از طریق کانال آب چشمه را به نقاط مختلف شهر باستانی شاپورخواست منتقل کند.
پل صفوی
پل صفوی یا پل آجری که در میان مردم خرم‌آباد به پل گَپ (به معنی پل بزرگ) هم شناخته شده است، یک پل تاریخی متعلق به دوره صفوی - دوره قاجار است که بخش غربی مرکز شهر را به بخش شرقی متصل می‌کند. این پل که با ملات آهک و گچ و پایه‌های از جنس آجر ساخته شده است طولی بیش از ۳۵۰ متر و پهنایی به اندازه ۵٫۸ متر دارد. ساختمان این پل شباهت فراوانی با ساختمان پل خواجو دارد و همانند آن دارای شاه‌نشین بوده که بر اثر سیل از بین رفته است. این اثر در زمان شاه سلطان حسین صفوی ساخته شده است.
| |  |  |
| نمایی از پل صفوی در سال ۱۳۰۲ خورشیدی در کنار نمای کنونی پل که ناشی از تغییر آن در سال ۱۳۳۰ خورشیدی است. |  |  |

### نقشه جای‌های دیدنی
"برای مشاهدهٔ هر یک از مکان‌ها، بر روی اعداد روی نقشهٔ شهر خرم‌آباد، کلیک کنید."
| ردیف | نام                     |
| ---- | ----------------------- |
| ۱    | فلک‌الافلاک              |
| ۲    | گرداب سنگی              |
| ۳    | غار اشگفت قمری          |
| ۴    | پناهگاه پاسنگر          |
| ۵    | کاروانسرای میرزا سیدرضا |
| ۶    | پل آجری                 |
| ۷    | نگارخانه میرملاس        |
| ۸    | آرامگاه باباطاهر        |
| ۹    | پل شاپوری               |
| ۱۰   | مناره آجری              |
| ۱۱   | آسیاب گبری              |
| ۱۲   | سنگ نبشته               |
| ۱۳   | غار کنجی                |
| ۱۴   | امامزاده زید بن علی     |
| ۱۵   | دریاچه کیو              |

### موزه‌ها
موزه فلک‌الافلاک

زن لر درحال بافتن گلیم، موزه فلک‌الافلاک

موزه فلک‌الافلاک یا موزه قلعه یکی از موزه‌های مردم‌شناسی استان لرستان است. این موزه در قلعه فلک‌الافلاک قرار دارد و در دوره پهلوی با قرار دادن برخی مدارک فرهنگی فعالیت خود را آغاز کرد اما پس از انقلاب ۱۳۵۷ فعالیت آن متوقف شد. موزه پس از جنگ ایران و عراق و در سال ۱۳۶۷ فعالیت خود را از سر گرفت. بخش مردم‌شناسی موزه قلعه در سال ۱۳۸۱ با همکاری علیرضا فرزین افتتاح شد و دارای ۱۲ سالن است که آداب و رسوم مردم لر را به نمایش می‌گذارد.

### هتل‌ها و مراکز اقامتی
خرم‌آباد  درحال حاضر دارای ۱۴ هتل می‌باشد و همچنین سه هتل «پنج ستاره بام شهر»، «پنج ستاره شاپور خواست» و «چهار ستاره بین‌المللی سزّار» نیز  درحال ساخت می‌باشند.
| ردیف | نام                              | درجه  | آدرس                     |
| ---- | -------------------------------- | ----- | ------------------------ |
| ۱    | هتل بام شهر (در دست ساخت)        | ★★★★★ | پارک کوهستانی بام لرستان |
| ۲    | هتل شاپور خواست (در دست ساخت)    | ★★★★★ | کیلومتر ۱۰ جاده الشتر    |
| ۳    | هتل رصدخانه کاسین                | ★★★★★ | پارک کوهستانی بام لرستان |
| ۴    | هتل بین‌المللی سزّار (در دست ساخت) | ★★★★  | پارک صخره‌ای              |
| ۵    | هتل رنگین کمان                   | ★★★★  | خیابان شهدای شرقی        |
| ۶    | هتل آزادی                        | ★★★★  | میدان آزادی              |
| ۷    | هتل شقایق                        | ★★    | میدان شقایق              |
| ۸    | هتل جهانگردی                     | ★★    | میدان کیو                |
| ۹    | هتل کارون                        | ★★    | بلوار شریعتی             |
| ۱۰   | هتل شهرداری                      | ★★    | پارک شریعتی              |
| ۱۱   | هتل فردیس                        | ★★    | کیلومتر ۵ جاده الشتر     |
| ۱۲   | هتل سالیز                        | ★★    | میدان امام خمینی         |
| ۱۳   | هتل عطر                          | ★★    | جنب مصلی                 |
| ۱۴   | هتل ارشیا                        | ★     | جنب دریاچه کیو           |

### ره‌آوردها
از مهم‌ترین ره‌آوردهای خرم‌آباد می‌توان به نوعی نان محلی به نام نان ساجی، لبنیات، کاک، ترخینه و عسل اشاره کرد. همچنین می‌توان گلیم، جاجیم و صنایع چوبی را به عنوان دیگر ره‌آوردهای این شهر به‌شمار آورد.

عسل
صنایع چوبی
گلیم
ترخینه

## ترابری

### مسیرهای ارتباطی

آزادراه خرم‌زال، خرم‌آباد در مسیر آزادراه شماره ۵ قرار گرفته و دارای اهمیت ارتباطی و راهبردی است.

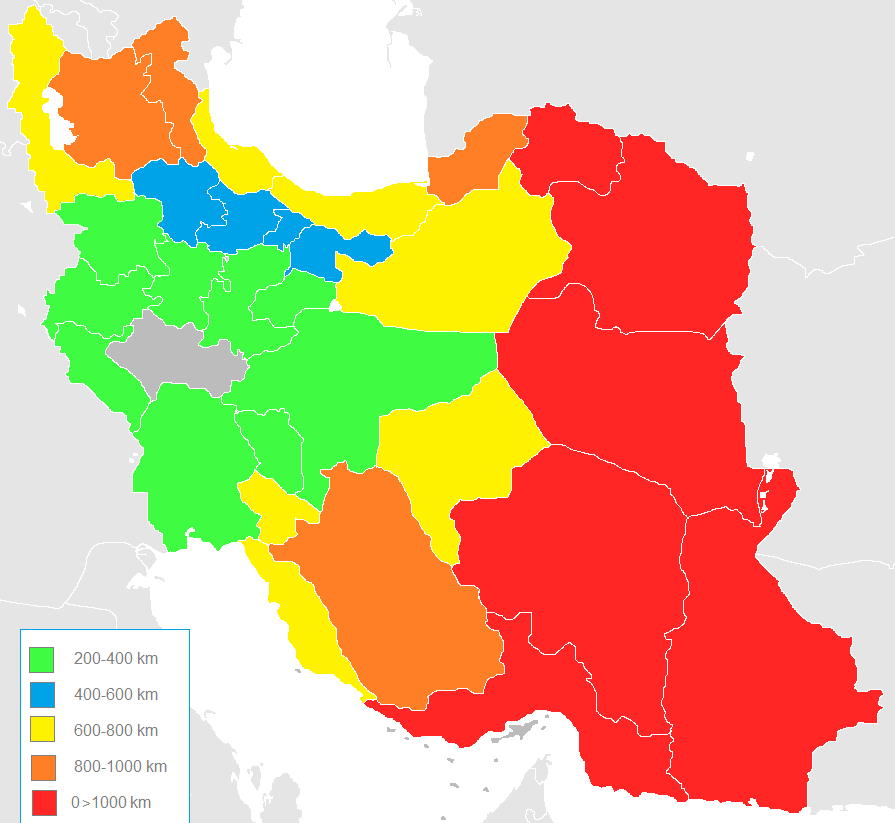
فاصلهٔ زمینی شهر خرم‌آباد با مراکز استان‌های ایران از مسیرهای اصلی

فاصله خرم‌آباد تا تهران ۴۹۹ کیلومتر و تا اهواز ۳۷۵ کیلومتر است. خرم‌آباد بر سر شاهراه تهران-خوزستان قرار گرفته و دارای اهمیت ارتباطی و راهبردی است. جاده‌های شماره ۳۵ و ۳۷ که مناطق شمال و غرب ایران را به جنوب و استان خوزستان متصل می‌کنند از خرم‌آباد می‌گذرند. مسیرهای دسترسی به خرم‌آباد عبارتند از:
- خرم‌آباد - کرمانشاه: به سمت شمال غرب به طول ۱۹۰ کیلومتر از مسیر نورآباد.[۱۸۸]
- خرم‌آباد - اهواز: به سمت جنوب به طول ۳۳۰ کیلومتر از مسیر اندیمشک.[۱۸۸]
- خرم‌آباد - اصفهان: به سمت شرق و به طول ۳۷۰ کیلومتر از مسیر الیگودرز.[۱۸۸]
- خرم‌آباد - تهران: به سمت شمال شرق به طول ۴۹۹ کیلومتر از مسیر بروجرد.[۱۸۸]

فاصلهٔ شهر خرم‌آباد با برخی از مناطق پر رفت‌وآمد:
| شهر مقصد | مسافت         |
| -------- | ------------- |
| کرمانشاه | ۱۹۲ کیلومتر   |
| اراک     | ۲۱۵ کیلومتر   |
| همدان    | ۲۷۰ کیلومتر   |
| اهواز    | ۳۳۰ کیلومتر   |
| اصفهان   | ۳۷۰ کیلومتر   |
| سنندج    | ۴۲۷ کیلومتر   |
| تهران    | ۴۹۹ کیلومتر   |
| رشت      | ۶۶۴ کیلومتر   |
| شیراز    | ۸۵۵ کیلومتر   |
| تبریز    | ۸۷۹ کیلومتر   |
| مشهد     | ۱٬۳۳۹ کیلومتر |
| کرمان    | ۱٬۰۶۸ کیلومتر |
| زاهدان   | ۱٬۵۶۰ کیلومتر |

آزادراه خرم‌زال
آزادراه خرم‌زال که با نام آزادراه خرم‌آباد - پل زال نیز شناخته می‌شود و عملیات ساخت آن از سال ۱۳۸۴ آغاز شده بود در حد فاصل دو شهر خرم‌آباد و اندیمشک به طول ۱۰۴ کیلومتر قرار گرفته است.  ازجمله اهداف ساخت این آزادراه کاهش تصادفات، کاهش زمان سفر و همچنین صرفه جویی سالانه ۴۰۰ میلیارد ریال در مصرف سوخت، کاهش ۶۰ کیلومتری طول آزاد راه نسبت به مسیر قدیمی خرم‌آباد - پلدختر - اندیمشک، کاهش بار ترافیکی و افزایش سرعت مطمئن در این محور عنوان شده است.
خسارت به طبیعت
احداث این آزادراه دوهزار هکتار از عرصه‌های طبیعی استان لرستان را از بین برده است. آزادراه خرم زال از نقاط بکر و جنگل‌های بلوط جنوب لرستان عبور کرده است.

### راه‌آهن
خرم‌آباد هم‌اکنون به راه‌آهن سراسری متصل نیست. پروژه اتصال این شهر به شبکه ریلی در سال ۱۳۹۰ و با اختصاص بودجه‌ای ۱۳٬۰۰۰ میلیارد ریالی با هدف احداث یک خط آهن از شهر دورود به شهر خرم‌آباد، و اندیمشک آغاز شد. فاصله خرم‌آباد تا دورود از طریق مسیر ریلی ۱۲۱ کیلومتر و سرعت حرکت قطار در این مسیر ۱۰۰ کیلومتر در ساعت خواهد بود. مراحل احداث این خط آهن به شش قطعه تقسیم شده که تا پایان نیمه نخست سال ۱۴۰۱، پس از یک وقفه ۴ ساله، ۴۰ درصد پیشرفت فیزیکی داشته است. با احداث این خط آهن شهر خرم‌آباد به شبکه راه‌آهن جنوب متصل می‌شود. خط آهن دورود - خرم‌آباد که بیش از ۳۵ درصد از طول مسیر آن شامل پل و تونل است (و طول این تونل‌ها به ۳۲ کیلومتر می‌رسد)، سخت‌ترین و فنی‌ترین خط آهن کشور است.

### فرودگاه
فرودگاه خرم‌آباد در جنوب این شهر واقع شده است.
اولین هواپیما در سال ۱۳۰۴ در این فرودگاه به زمین نشست. پس از انقلاب ۱۳۵۷ هیچ‌گاه پروازهای منظمی در این فرودگاه صورت نگرفته و در برخی مواقع این فرودگاه به صورت کامل تعطیل شده است. خطوط هوایی فعال در فرودگاه خرم‌آباد عبارتند از:
- خط هوایی خرم‌آباد، فرودگاه مهرآباد[۲۰۳]
- خط هوایی خرم‌آباد، فرودگاه بین‌المللی شهید هاشمی‌نژاد مشهد[۲۰۴]
- خط هوایی خرم‌آباد، فرودگاه عسلویه[۲۰۵]

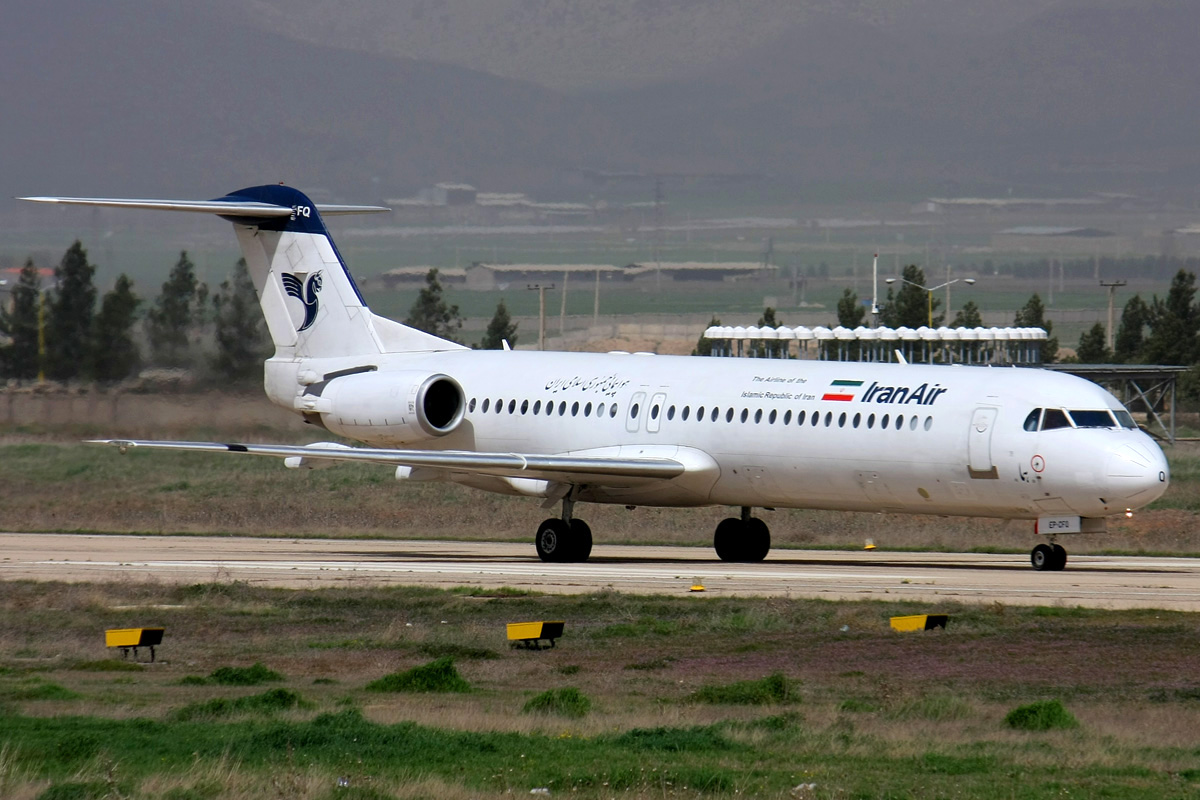
هواپیمای فوکر ۱۰۰، ایران ایر در فرودگاه خرم‌آباد
ترمینال فرودگاه خرم‌آباد
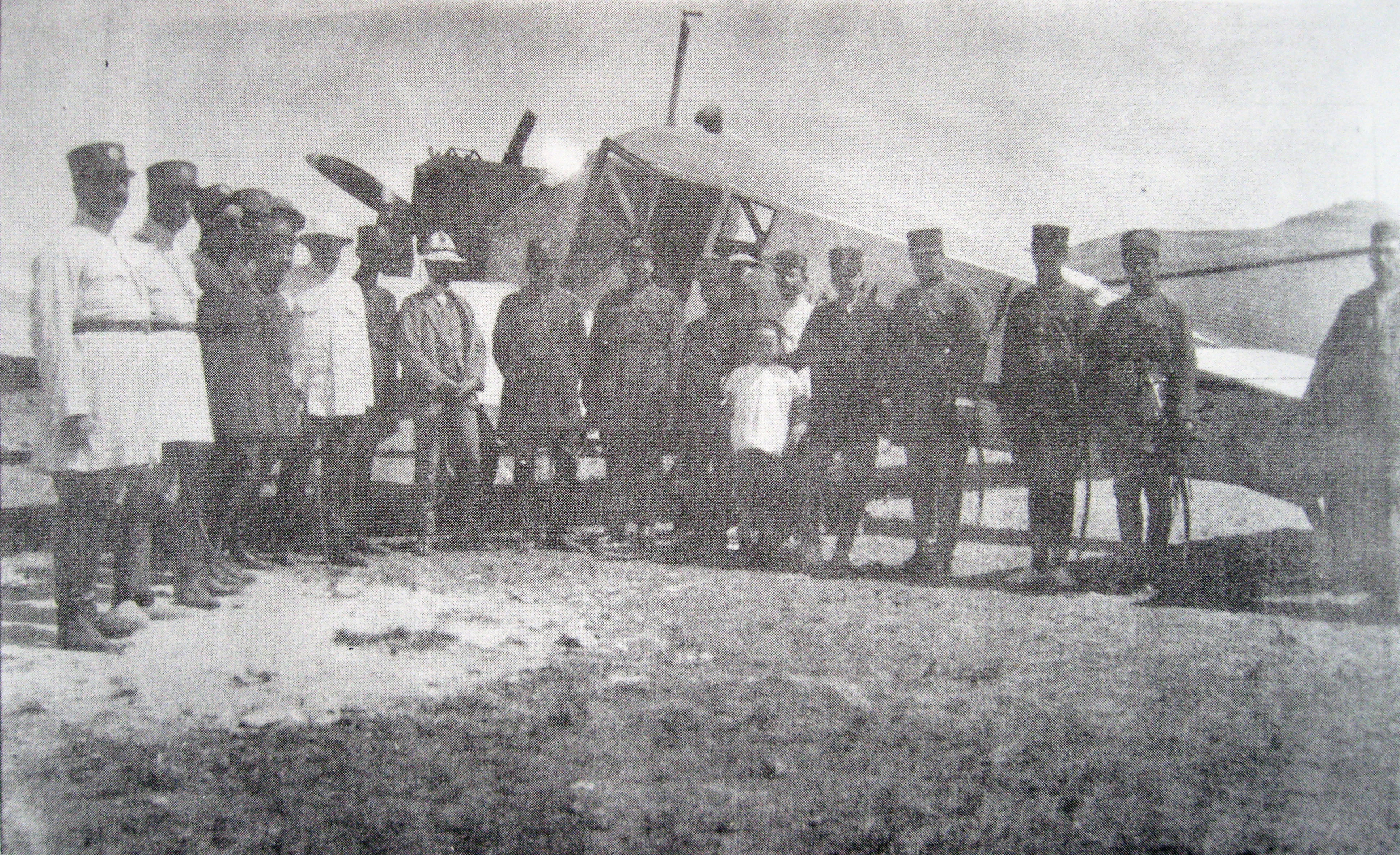
ورود اولین هواپیما به فرودگاه خرم‌آباد، ۱۳۰۴ خورشیدی

### پایانه مسافربری
ترمینال اتوبوس رانی شرق یا همان ترمینال برون استانی به عنوان بزرگ‌ترین و اصلی‌ترین راه ارتباطی زمینی بین شهری در خرم‌آباد است. تعاونی‌ها و شرکت‌های مسافربری در این پایانه مشغول به فعالیت هستند و اتوبوس‌هایی که از شهرهای دیگر می‌آیند در آنجا مستقر می‌شوند. این پایانه دارای خط تاکسی رانی، انبار تعاونی‌ها، بوفه، سرویس بهداشتی و نمازخانه هست و اتوبوس‌ها از ابتدای سال ۹۷ در آن تردد دارند. .

### تاکسی‌رانی
شهر خرم‌آباد در سال ۱۳۹۳ دارای ۲٬۳۲۰ تاکسی و ۱٬۷۵۰ تاکسی موقت بوده است که از این تعداد ۵۰۰ تاکسی  به‌دلیل فرسودگی نیاز به جایگزینی دارند. ناوگان تاکسی‌رانی خرم‌آباد با میانگین عمر ۷ سال یک ناوگان جوان است. تا پایان سال ۱۳۹۲، ۱۶ خط تاکسی در شهر خرم‌آباد فعال بوده است که طبق اعلام سازمان تاکسی‌رانی خرم‌آباد این تعداد به ۴۰ خط افزایش خواهد یافت. از مشکلات تاکسی‌رانی در خرم‌آباد می‌توان به پایین بودن نرخ کرایه تاکسی، فعالیت مسافربرهای شخصی و نبود محدودیت ترافیکی اشاره کرد.

## آموزش
خرم‌آباد از نظر آموزش و پرورش به دو ناحیه تقسیم می‌شود. ناحیه یکم بخش‌های شمالی و مرکزی شهر را شامل می‌شود و ناحیه دوم شامل بخش جنوبی شهر می‌شود.

### حوزه علمیه
حوزه علمیه خرم‌آباد در سال ۱۳۲۸ و با حضور سید حسین طباطبایی بروجردی و روح‌الله کمالوند تأسیس شد. این حوزه علمیه  به‌دلیل آنکه روح‌الله کمالوند از روحانیون سرشناس خرم‌آباد در راه‌اندازی آن نقش پررنگی داشت به نام حوزه علمیه کمالیه نام‌گذاری شد.

### مراکز آموزش عالی
خرم‌آباد دارای ۶ مرکز آموزش عالی است، دانشگاه علوم پزشکی لرستان وابسته به وزارت بهداشت و نیز دانشگاه لرستان وابسته به وزرات علوم، دو دانشگاه فعال دولتی در استان لرستان هستند که هر دو در شهر خرم‌آباد قرار گرفته‌اند. دانشگاه آزاد اسلامی واحد خرم‌آباد و دانشکده سما نیز به عنوان دو دانشگاه غیردولتی در خرم‌آباد فعال هستند.  ازجمله سایر مراکز آموزش عالی شهر خرم‌آباد می‌توان به دانشگاه پیام نور و چندین مرکز آموزش علمی کاربردی وابسته به دانشگاه جامع علمی کاربردی واحد لرستان اشاره کرد.
| نوع دانشگاه | نام                 | وبگاه رسمی                                                 | توضیحات |
| ----------- | ------------------- | ---------------------------------------------------------- | --- |
| دولتی       | دانشگاه علوم پزشکی  | وبگاه رسمی                                                 | هم‌اکنون تعداد ۲۴۸۸ نفر دانشجو در ۲۴ رشته مقطع تحصیلی در این دانشگاه مشغول به تحصیل هستند.                                                          |
| دولتی       | دانشگاه لرستان      | وبگاه رسمی                                                 | قدیمی‌ترین دانشگاه در استان لرستان که در سال ۱۳۵۶ تأسیس شده است. دارای دانشکده‌های اقتصاد، علوم پایه، مهندسی، ادبیات و علوم انسانی و کشاورزی می‌باشد. |
| آزاد        | آزاد اسلامی خرم‌آباد | وبگاه رسمی                                                 | دارای ۶ دانشکده شامل دانشکده فنی و مهندسی، تحصیلات تکمیلی، علوم پایه، کشاورزی، علوم سیاسی، علوم انسانی و حقوق است.                                 |
| آزاد        | دانشکده سما         | وبگاه رسمی بایگانی‌شده در ۲۸ مارس ۲۰۱۲ توسط Wayback Machine | هم‌اکنون حدود سه هزار دانشجو در ۱۰ رشته مشغول به تحصیل در این دانشکده می‌باشند.                                                                      |
| غیره        | دانشگاه پیام نور    | وبگاه رسمی بایگانی‌شده در ۲۶ اوت ۲۰۱۴ توسط Wayback Machine  | در سال ۱۳۶۷ خورشیدی تأسیس شده است. |

## رسانه‌ها

### سیما

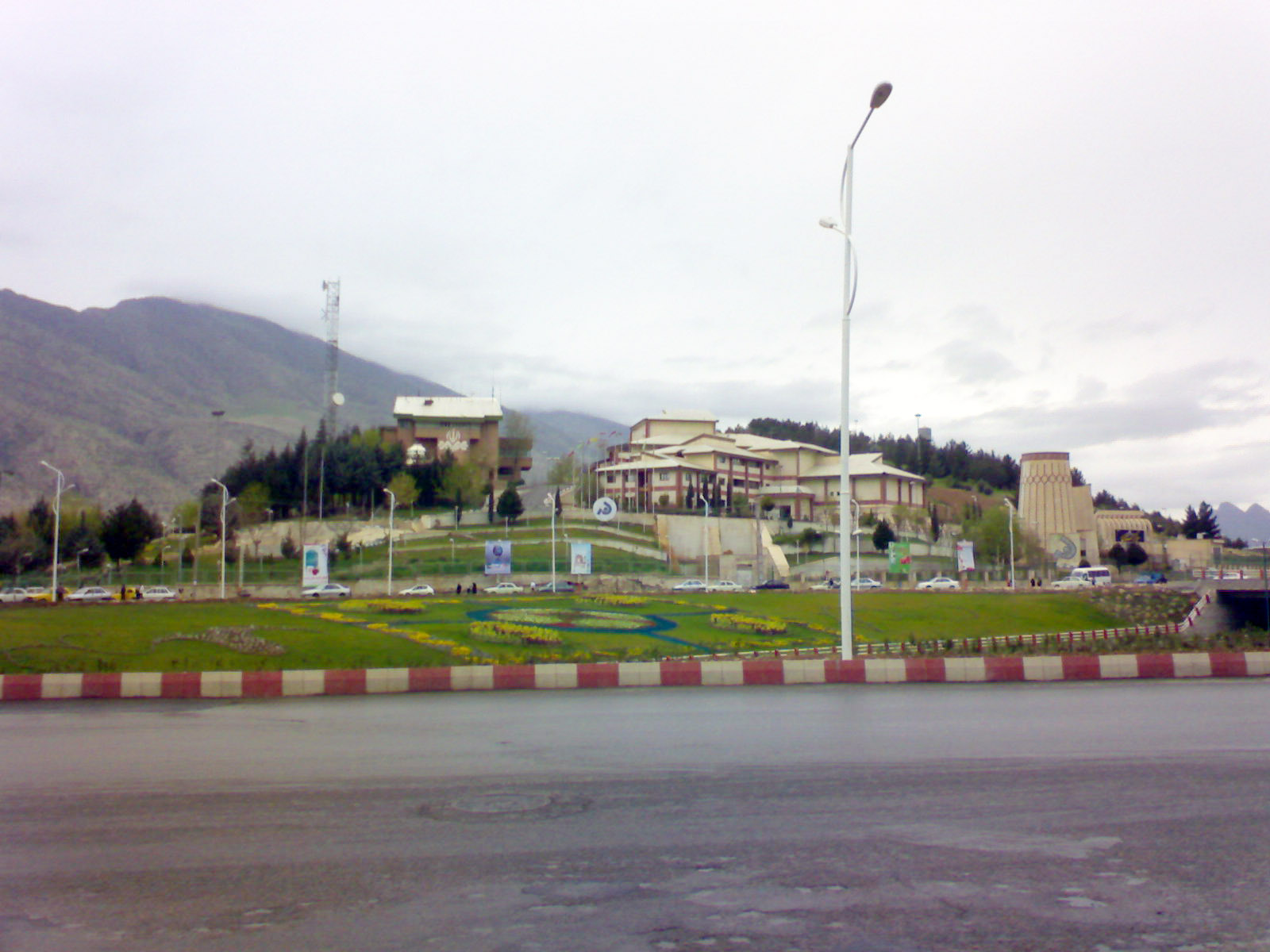
ساختمان صدا و سیمای لرستان، شمال شهر

شبکه افلاک که با نام شبکه استانی سیمای مرکز لرستان نیز شناخته می‌شود. شبکه تلویزیونی استانی متعلق به سازمان صدا و سیمای جمهوری اسلامی ایران است که ویژه مردم استان لرستان برنامه پخش می‌کند. تلویزیون از سال ۱۳۵۱ با نصب چند ایستگاه فرستنده تلویزیونی در خرم‌آباد بخشی از شهرستان‌های لرستان تحت پوشش قرار گرفت. برنامه‌های این مرکز پیش از ایجاد شبکه استانی از سال ۱۳۶۷ با افتتاح تلویزیونی محلی استان فعالیت خود را به‌طور منسجم در مر کز آغاز نمود.

### صدا
رادیو لرستان در سال ۱۳۳۷ آغاز به کار کرد. در آن زمان نیروی ارتش و لشکر مستقر در خرم‌آباد به وسیله بی‌سیم، هفته‌ای یک روز به مدت شصت دقیقه برنامه‌های مختلفی پخش می‌کرد. در سال ۱۳۵۱ یک فرستنده یک کیلوواتی با پخش روزانه ۹ ساعت برنامه در خرم‌آباد آغاز به کار کرد که از این مدت ۸ ساعت به تقویت شبکه سراسری رادیو و یک ساعت نیز اختصاص به پخش خبر و ترانه داشت. در سال ۱۳۵۲ در یکمین سالگرد تأسیس رادیو مرکز لرستان ساعات کار این مرکز به ۱۰ ساعت رسید که از این ده ساعت دو ساعت تولید محلی و بقیه آن تقویت شبکه بوده است.

### نشریه‌ها
پیشینه چاپ نشریات در خرم‌آباد به سال ۱۳۲۱ بازمی‌گردد. نخستین نشریه مستقل چاپ شده در خرم‌آباد پاداش نام داشت که در فروردین سال ۱۳۲۲ به چاپ رسید. پس از پاداش در خرداد همان سال نشریه اتحاد در این شهر منتشر شد. پیش از دو نشریه مستقل یادشده نشریه میهن پرستان در سال ۱۳۲۱ در خرم‌آباد به چاپ می‌رسید، این نشریه به حزب میهن پرستان وابسته بود.
هم‌اکنون روزنامه جام‌جم لرستان و هفته‌نامه همشهری لرستان دو نشریه وابسته به روزنامه‌های جام‌جم و همشهری هستند که در خرم‌آباد به چاپ می‌رسند. از نشریات محلی چاپ شده در خرم‌آباد می‌توان به هفته‌نامه‌های بامداد، صدای ملت، فخر لرستان، افلاک لرستان، سیمره و دوهفته‌نامه رسالت دانشجو اشاره کرد.

## ورزش

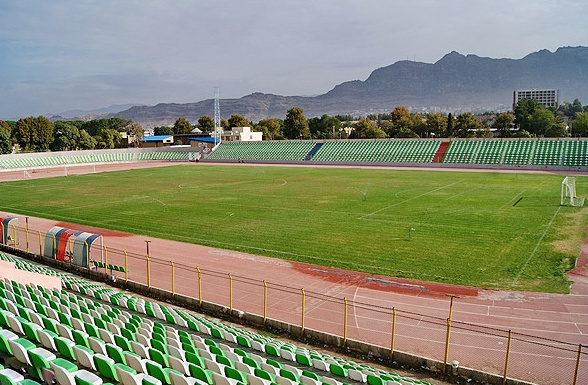
زمین چمن ورزشگاه تختی خرم‌آباد

شهر خرم‌آباد دارای یک تیم فوتبال حرفه‌ای به نام باشگاه فوتبال خیبر خرم‌آباد است که در لیگ آزادگان است. همچنین تیم‌های فوتبال خیبر و داتیس نیز در لیگ‌های پایین‌تر فوتبال ایران حضور دارند.
اماکن ورزشی این شهر عبارتند از:
- ورزشگاه تختی، که یک ورزشگاه چندمنظوره است.[۲۲۵]
- مجموعه ورزشی آرش میراسماعیلی، یک مجموعه ورزشی کوچک در شرق خرم‌آباد است.[۲۲۶]

### مسابقات جهانی کشتی پهلوانی
نخستین دوره مسابقات جهانی کشتی پهلوانی با حضور ۳۷ کشتی‌گیر از ۲۴ کشور در سبک کشتی پهلوانی در روزهای ۳۱ اکتبر و ۱ نوامبر ۲۰۱۳ در سالن چاغروند شهر خرم‌آباد برگزار شد. این دوره از رقابت‌ها به نام غلامرضا تختی نام‌گذاری شده بود.

### لیگ برتر کشتی
لیگ برتر کشتی فرنگی و آزاد ایران در تاریخ ۱۰ و ۱۱ اردیبهشت سال ۱۳۹۵ در سالن چاغروند خرم‌آباد برگزار شد.

## شهرهای خواهرخوانده
| کشور  | شهر           | استان               | تاریخ       |
| ----- | ------------- | ------------------- | ----------- |
| ترکیه | افیون قره‌حصار | استان افیون قره‌حصار | دسامبر ۲۰۱۴ |
| ژاپن  | یاماگاتا      | استان یاماگاتا      | اکتبر ۲۰۱۳  |